# U-Boot-Krieg
Als U-Boot-Krieg (auch „Unterseebootkrieg“) werden Kampfhandlungen zur See bezeichnet, bei denen U-Boote eingesetzt werden, um feindliche Kriegs- und Frachtschiffe zu versenken. Die Bezeichnung uneingeschränkter U-Boot-Krieg wird verwendet, wenn Schiffe ohne vorherige Warnung angegriffen werden.
Der Einsatz von U-Booten wandelte sich im Laufe der Zeit vom taktischen Blockadebrecher zum strategischen Blockademittel im Rahmen eines Handelskrieges. Nach dem Zweiten Weltkrieg änderte sich die grundsätzliche Einsatzdoktrin durch die Entwicklung von strategischen Unterseebooten mit Kernwaffen, die eine permanente Bedrohung über den maritimen Bereich hinaus darstellen.

## Anfänge

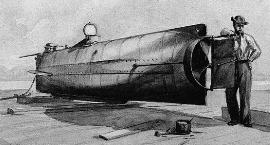
C.S.S. H. L. Hunley

Während des Amerikanischen Bürgerkrieges wurden 1864 mehrere handgetriebene U-Boote gebaut. Am 17. Februar 1864 versenkte die H. L. Hunley der Confederate States Navy (Südstaaten) durch eine Sprengladung das Kriegsschiff Housatonic der Nordstaaten. Es gab 5 Tote auf dem versenkten Schiff. Die Hunley gilt somit als erstes U-Boot, das ein anderes Schiff zerstört hat. Das U-Boot wurde allerdings bei dem Angriff durch die Detonation schwer beschädigt und sank, wobei auch seine achtköpfige Besatzung getötet wurde. Auftrag der Hunley war die Brechung der Blockade des Südstaatenhafens Charleston durch die Nordstaaten.

## Erster Weltkrieg

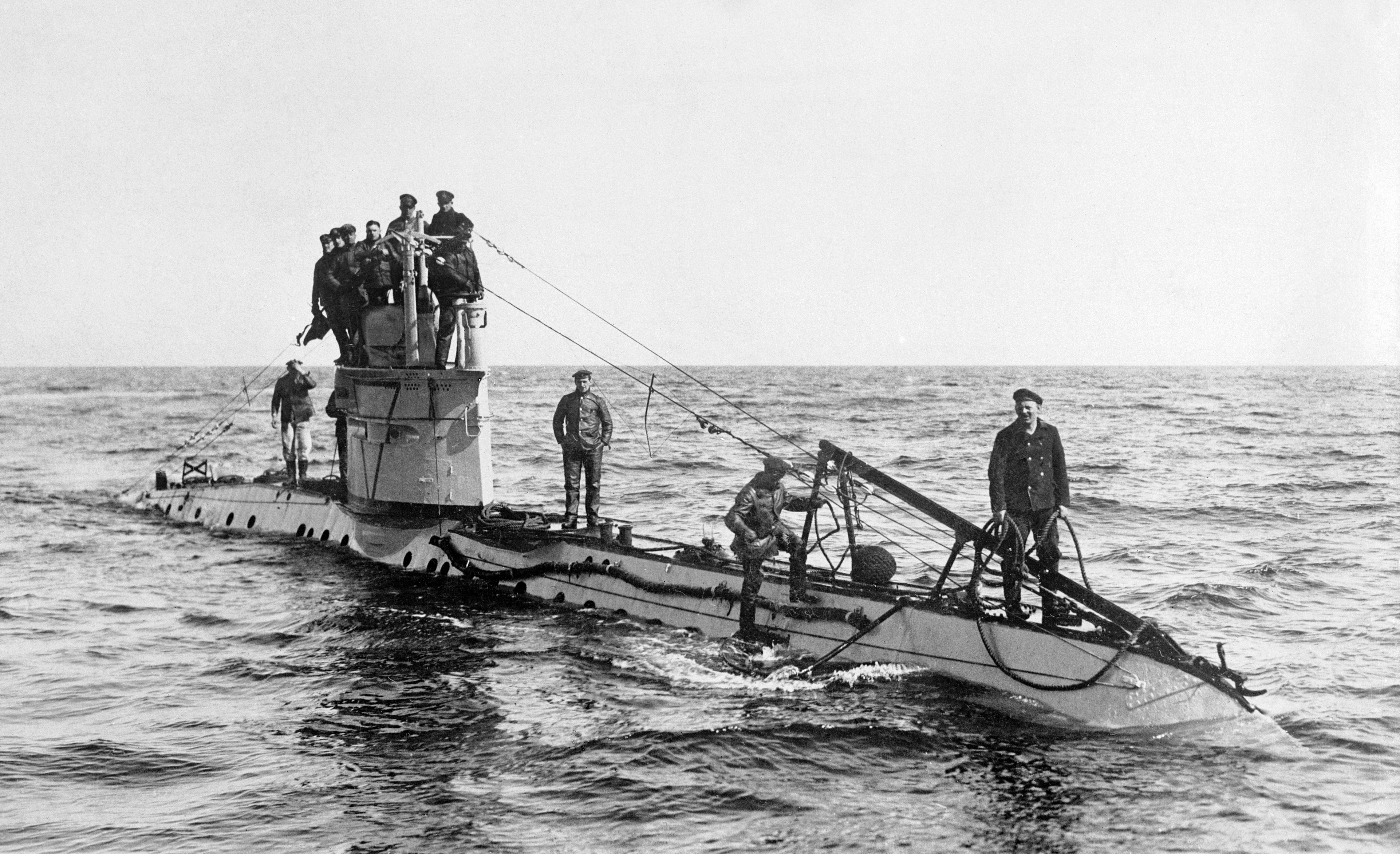
Deutsches U-Boot vom Typ UC I, eingesetzt ab 1915

Die technische Entwicklung der U-Boote bis zum Beginn des Ersten Weltkrieges beschreibt ein Boot, das durch Dampf-, Benzin-, Diesel- oder Petroleummaschinen über Wasser und durch batteriegetriebene Elektromotoren unter Wasser angetrieben wurde. Die völkerrechtlichen Doktrinen des Kreuzerkrieges zwangen dem U-Boot die Überwasserkriegsführung auf. Folgerichtig bekam das typische U-Boot nun Geschütze, Torpedos und eine offene Brücke zur Beobachtung des Seeraums. Die Unterwassereigenschaften traten zurück, sodass sich ein Tauchboot etablierte, das sich wegen kleiner Batteriekapazitäten unter Wasser nur langsam bewegen konnte, aber mit kräftigen Verbrennungsmotoren über Wasser schnell, um schnellen Überwasserstreitkräften und Handelsschiffen folgen, sie einholen oder überholen zu können.
Aufgrund der Doktrinen des Kreuzerkriegs und der daraus folgenden Entwicklungen bei den Schlachtschiffen wurde dem U-Boot zunächst wenig Bedeutung zugemessen. Erst die deutsche Kaiserliche Marine kam zu dem Schluss, das U-Boot als Handelsstörer einzusetzen. Großbritannien mit seinem Empire, damals die führende Seemacht, wollte seine Seewege vor U-Booten schützen. Hierzu wurden auch sog. Q-Ships eingesetzt, die als U-Boot-Fallen operierten.

### Seekrieg

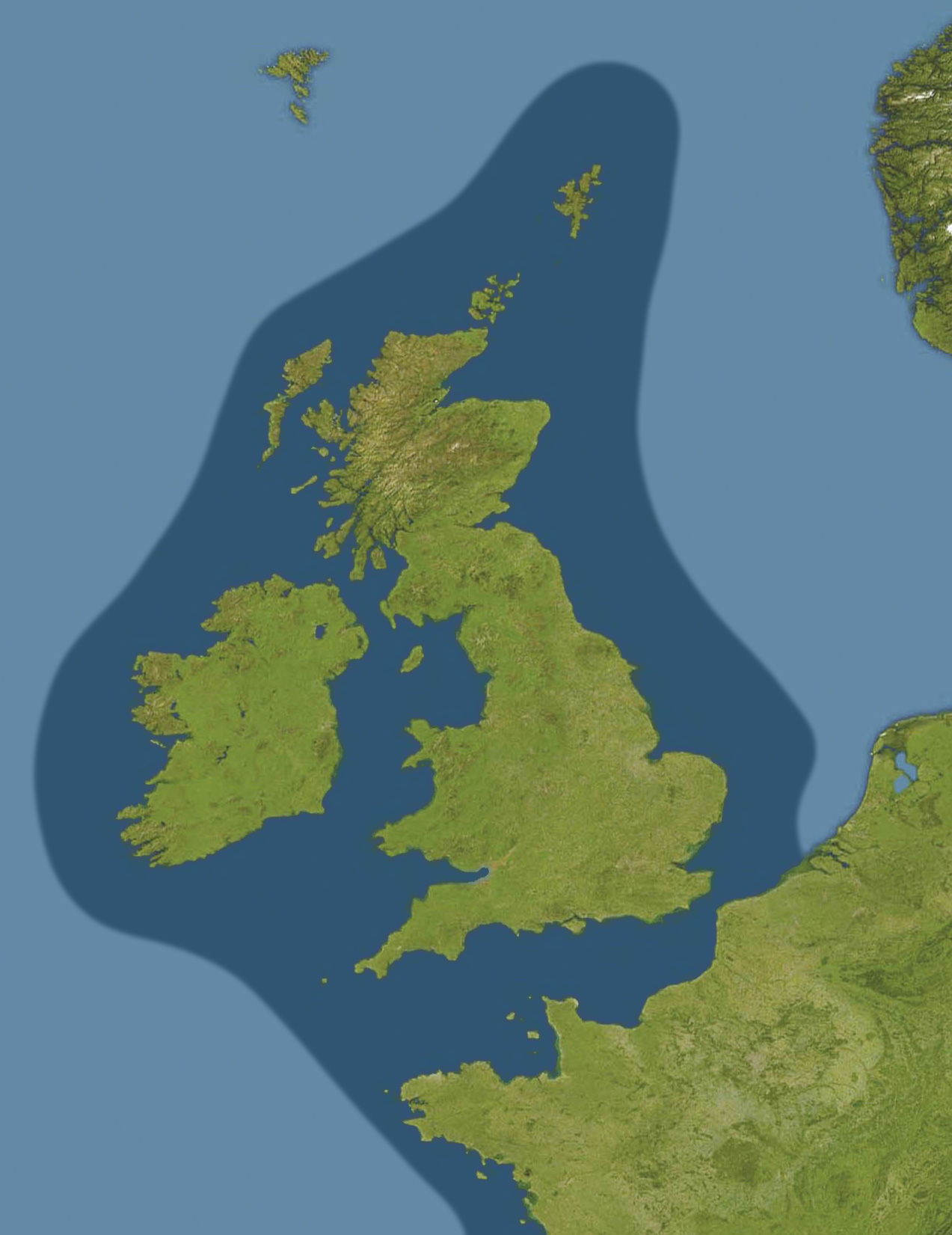
Blockadezone der deutschen U-Boote im Ersten Weltkrieg

Um das ungünstige deutsch-britische Kräfteverhältnis der Seestreitkräfte (1:1,8) auszugleichen, entschloss sich die deutsche Kriegführung entgegen der Auffassung des Großadmirals Alfred von Tirpitz zum Kleinkrieg durch Minen- und U-Boot-Einsatz gegen Großbritannien. Ein erster spektakulärer Erfolg gelang der U 9 im Seegefecht am 22. September 1914 mit der Versenkung dreier britischer Panzerkreuzer der Cressy-Klasse innerhalb von nur einer Stunde. In Erwiderung der britischen Fernblockade (Linie Shetlands – Norwegen), die am 2. November 1914 die Nordsee zum Kriegsgebiet erklärte, erklärte Deutschland am 4. Februar 1915 die Gewässer rings um Großbritannien zum Kriegsgebiet.
Am 22. Februar 1915 befahl die deutsche Reichsregierung den uneingeschränkten U-Boot-Krieg gegen Handelsschiffe kriegführender und neutraler Staaten innerhalb dieser Gewässer.
Am 13. Mai 1915 wurde der U-Boot-Krieg eingeschränkt, nachdem U 20 den mit 10 Tonnen Waffen beladenen britischen Passagierdampfer Lusitania versenkt hatte. Da unter den 1198 Todesopfern 114 bis 128 US-Staatsbürger waren, protestierten die USA in Großbritannien gegen die Blockade und drohten Deutschland nach weiteren scharfen Protestnoten mit Kriegseintritt.
Am 29. Februar 1916 verschärfte die deutsche Admiralität den U-Boot-Krieg durch warnungsloses Versenken bewaffneter Handelsschiffe. Tirpitz und Falkenhayn konnten sich mit ihrer Forderung nach einem uneingeschränkten U-Boot-Krieg jedoch nicht bei Bethmann-Hollweg und dem Kaiser durchsetzen. Unnachgiebig drängte er, seine Positionen umzusetzen. Daraufhin wurde Tirpitz gezwungen, als Staatssekretär des Reichsmarineamtes zurückzutreten, was er mit seinem Schritt vom 17. März 1916 dann auch vollzog.
Nach der Skagerrak-Schlacht, die Deutschland taktisch gewonnen, jedoch strategisch verloren hatte, war die deutsche Admiralität der Ansicht, durch einen uneingeschränkten U-Boot-Krieg Großbritannien innerhalb von sechs Monaten besiegen zu können. Gegen die Meinung der politischen Führung, die einen Kriegseintritt der USA befürchtete, erklärte Deutschland am 1. Februar 1917 erneut den uneingeschränkten U-Boot-Krieg. Bis zum 31. Dezember 1917 wurden 6,141 Millionen BRT alliierter Schiffsraum und 1,127 Millionen BRT neutraler Schiffsraum versenkt. Der uneingeschränkte U-Boot-Krieg wurde von den USA zum Anlass genommen, am 6. April 1917 in den Krieg einzutreten. Trotz anhaltender Versenkungen von 600.000 BRT pro Monat konnte nun der Nachschub von den USA nach Großbritannien nicht mehr nachhaltig gestört werden.
Der „uneingeschränkte U-Boot-Krieg“ wurde im Zuge des Notenaustausches mit Präsident Woodrow Wilson auf der Grundlage seiner 14-Punkte-Rede am 21. Oktober 1918 eingestellt.

### U-Boot-Einsatz

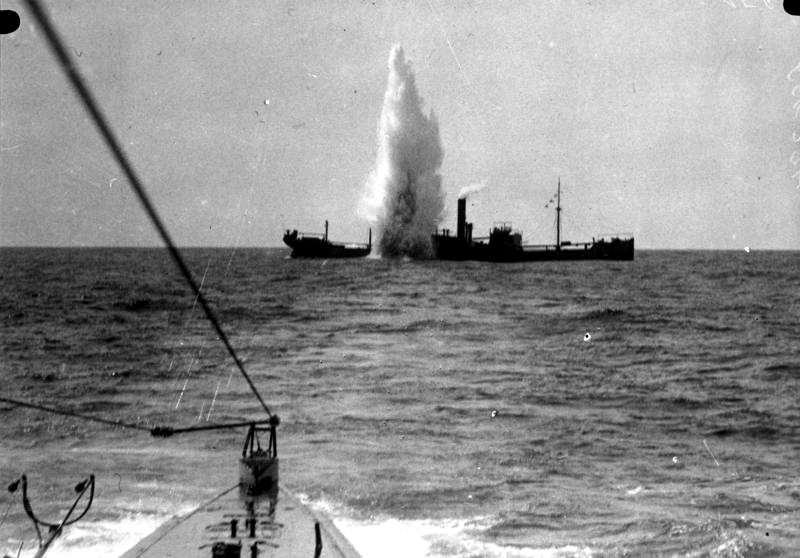
U 35 trifft mit einem Torpedo das britische Frachtschiff Maplewood (7. April 1917 im Mittelmeer)

Die Bedeutung der Waffe wurde allgemein sichtbar, als U 9 am 22. September 1914 die britischen Panzerkreuzer Aboukir, Cressy und Hogue versenkte. 1.467 Mann starben, 837 überlebten.
Zu Beginn des Krieges gab es keine zielgerichtete Einsatzdoktrin für U-Boote. Beide Seiten setzten sie für Patrouillenfahrten im feindlich kontrollierten Seegebiet ein, um gegnerische Kriegsschiffe zu bekämpfen. Diverse Begegnungen der Überwasserstreitkräfte führten in der deutschen Admiralität schnell zur Auffassung, die U-Boote als Handelsstörer gegen Großbritannien einzusetzen.
Bei einem Handelskrieg nach Prisenrecht riskierten die deutschen U-Boote, von bewaffneten Frachtern oder britischen U-Boot-Fallen versenkt zu werden, da die Prisenordnung vorschrieb, Handelsschiffe nicht ohne Vorwarnung zu versenken. Die Schiffe waren durch Signale, sofern erforderlich durch einen Schuss vor den Bug, zu stoppen. Nach Durchsicht der Frachtpapiere sowie ggf. der Ladung durch ein übergesetztes Prisenkommando war anschließend zu entscheiden, ob tatsächlich eine Prise vorlag oder dem Handelsfahrer freie Weiterfahrt zu gewähren war. Im Falle einer Versenkung waren die Schiffbrüchigen aufzunehmen und zu versorgen. Diese Vorschriften entstanden historisch aus Kriegen mit Linienschiffen und Kreuzern. Sie konnten nicht der Kriegführung mit kleinen, verletzlichen U-Booten entsprechen.
Der deutsche General Erich Ludendorff beschrieb die Lage 1919 rückblickend so:

„Der am 4. Februar 1915 verkündete U-Bootkrieg kam nicht zur Entfaltung; das lag an seiner aus politischen Gründen gewählten einseitigen Führung allein gegen feindliche Handelsschiffe. Bald wurden ihm weitere Beschränkungen auferlegt, die ihn vollends lähmten. […] Die Vernichtung des Dampfers Sussex am 24. März 1916 hatte zur Folge, daß Deutschland am 4. Mai 1916 erklärte, den Handelskrieg nur noch nach dem Recht der Prisenordnung führen zu wollen. Damit war der U-Bootkrieg eingestellt.“

Obwohl Großbritannien größte Anstrengungen unternahm, die U-Boote zu bekämpfen, darunter auch mit Q-Schiffen (Handelsschiffe mit versteckt aufgestellter Bewaffnung, mitunter sogar unter neutraler Flagge fahrend), stiegen die Schiffsverluste stetig an. Erst 1918 führte die Einführung des Konvoi-Systems dazu, dass die einzeln operierenden U-Boote gegen die von zahlreichen Geleitschiffen eskortierten Handelsschiffe nur noch im Unterwasserangriff erfolgreich waren, der wegen der geringen Unterwassergeschwindigkeit der U-Boote nur bei günstigem Kurs des Konvois Erfolgsaussichten hatte.

Werbegrafik des Admiralstabs mit einer Darstellung der U-Bootswirkung im Mittelmeer nach 12 Monaten uneingeschränkten U-Bootskrieges (Februar 1918)

Die Hauptwaffe der U-Boote im Ersten Weltkrieg waren die Deckgeschütze, die im Krieg nach Prisenordnung zum Stoppen der Schiffe benutzt wurden, welche dann, wenn sie versenkt werden durften, durch Sprengladungen oder durch Fluten versenkt wurden. Torpedos benutzten sie fast nur für Überraschungsangriffe, bei denen das Boot getaucht blieb. Darüber hinaus legten die deutschen U-Boote Tausende von Minen, besonders auch von Basen im besetzten Flandern, aus. Im Kanal waren die U-Boote dermaßen erfolgreich, dass die Royal Navy starke Kräfte einsetzen musste, darunter Monitore, um die U-Boot-Basen an der belgischen Küste zu beschießen. Trotz zahlreicher Angriffsunternehmen, wie dem Überfall auf Zeebrügge und Ostende am 22./23. April 1918, gelang es bis Kriegsende nicht, diese Stützpunkte zu blockieren.
Die größten Erfolge bei minimalen Verlusten erzielten deutsche U-Boote im Mittelmeer, sowohl gegen Kriegs- als auch gegen Handelsschiffe. Obwohl dort meist noch nach Prisenordnung vorgegangen wurde, waren die Versenkungsergebnisse, bezogen auf die Zahl der eingesetzten U-Boote, größer als im Zweiten Weltkrieg. Allein durch U 34, U 35, U 38 und U 39 wurden in diesen Gewässern insgesamt mehrere Hundert Schiffe versenkt. Die erfolgreichsten Kommandanten (de la Perière, Forstmann, Valentiner, Steinbrinck) versenkten erheblich mehr Tonnage als ihre Nachfolger bei der Kriegsmarine, was auf die erheblich verbesserten Techniken der U-Boot-Bekämpfung im Zweiten Weltkrieg zurückzuführen ist. Der letzte Befehlshaber der deutschen U-Boote im Mittelmeer war Kurt Graßhoff.
Auch die Österreichische Marine besaß und benutzte Unterseeboote. Nach drei Prototypen entschloss man sich, U-Boote für den Schutz der Kriegshäfen und der Adria zu bauen.
Auf deutscher Seite wurden 3274 Einsätze von 320 Booten durchgeführt, bei denen sie 6394 zivile Schiffe mit insgesamt 11.948.792 BRT (außerdem 100 Kriegsschiffe mit 366.249 ts) versenkten. Nach Admiral Jellicoe wurden im November 1917 gegen damals zur Zeit aktive 178 U-Boote aufgewendet:
- 277 Zerstörer
- 30 Kanonenboote
- 44 P-Boote
- 338 Motorboote
- 65 U-Boote
- 68 Küstenmotorboote
- 49 Dampfjachten
- 849 Fischdampfer
- 687 Drifter (Netzfischer)
- 24 Minensucher
- 50 Luftschiffe
- 194 Flugzeuge
- 77 U-Boot-Fallen

Im U-Boot-Krieg starben auf deutscher Seite 5132 Mann der U-Boot-Waffe, 200 U-Boote sanken oder gelten als verschollen.
Infolge der Bestimmungen des Waffenstillstands vom 11. November 1918 wurden alle 170 U-Boote der deutschen Kaiserlichen Marine in den folgenden Wochen an Großbritannien und vereinzelt an andere Ententestaaten ausgeliefert. Der Großteil dieser Boote wurde verschrottet. Zu Selbstversenkungen wie der Hochseeflotte in Scapa Flow 1919 oder wie vieler U-Boote nach dem Zweiten Weltkrieg kam es zwar nicht, aber eine ganze Reihe von Booten sank auf den Überführungsfahrten aus ungeklärter Ursache.

## Zwischenkriegszeit 1918–1939

### Auswirkungen des Versailler Vertrages
Die Artikel 181 und 190 des Versailler Vertrages sahen für Deutschlands Kriegsmarine strenge Auflagen bzw. Einschränkungen vor:

„Nach Ablauf einer Frist von zwei Monaten vom Inkrafttreten des gegenwärtigen Vertrages an dürfen die deutschen in Dienst befindlichen Seestreitkräfte nicht mehr betragen als: 6 Schlachtschiffe der Deutschland- oder Lothringen-Klasse, 6 kleine Kreuzer, 12 Zerstörer, 12 Torpedoboote oder eine gleiche Zahl von Schiffen, die zu ihrem Ersatz gebaut werden, wie in Artikel 190 vorgesehen. Unterseeboote dürfen darunter nicht enthalten sein. Alle anderen Kriegsschiffe müssen außer Dienst gestellt oder für Handelszwecke verwandt werden, sofern der gegenwärtige Vertrag nicht das Gegenteil bestimmt.“

„Es ist Deutschland verboten, irgendwelche Kriegsschiffe zu bauen oder zu erwerben, außer zum Ersatz der in Dienst befindlichen Einheiten gemäß Artikel 181 des gegenwärtigen Vertrages […].“

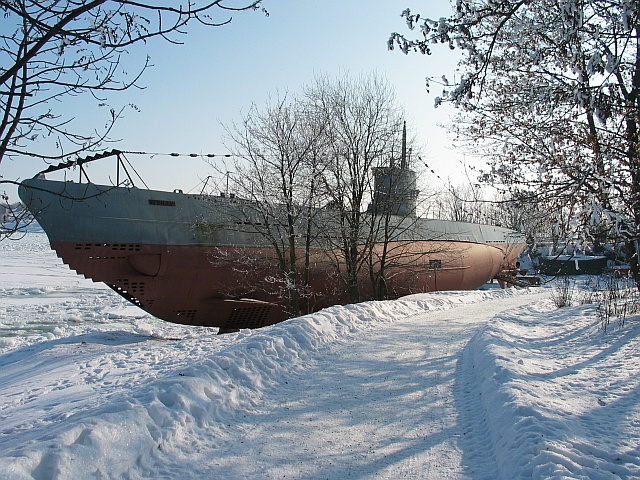
Die finnische Vesikko, der Prototyp des Typ-II-Bootes

Bereits 1922 wurde im niederländischen Den Haag mit dem Ingenieurskantoor voor Scheepsbouw ein Ingenieurbüro für Schiffbau unter deutscher Kontrolle eröffnet, um die Bestimmungen des Vertrages zu unterlaufen. Durch Bau und Erprobung von U-Booten, die offiziell im Auftrag anderer Länder gebaut wurden – exemplarisch das finnische U-Boot Vesikko, das Vorläufer des Typ-II-U-Bootes der Kriegsmarine war –, und Austausch von Marineangehörigen mit anderen Kriegsmarinen wurde die Wiedereinführung der U-Boot-Waffe in Deutschland vorbereitet.
Mit Gründung des Völkerbundes 1920, dem Deutschland 1926 beitrat und der Ratifizierung des Londoner Abkommens 1935 durch Deutschland waren wiederum völkerrechtliche Bestimmungen zur Führung eines U-Boot-Krieges definiert, die im Wesentlichen den Verhältnissen vor dem Ersten Weltkrieg entsprachen, da Großbritannien nach den Erfahrungen des Ersten Weltkrieges erkannt hatte, dass zu schützende Seeverbindungen durch einen massierten Einsatz von U-Booten gefährdet waren. Folgerichtig musste ein U-Boot-Krieg politisch und militärisch verhindert werden. Das oben genannte Konvoikonzept zusammen mit ASDIC führte in vielen Marinen zur Ansicht, dass das U-Boot als Waffe überholt sei, und führte folgerichtig in Deutschland zum Z-Plan in Fortschreibung der Schlachtschiffkonzeptionen des Ersten Weltkrieges. Einige wenige Marinemilitärs waren jedoch anderer Ansicht und entwickelten Strategien und Konzepte zum Einsatz von U-Booten (Nimitz, Dönitz).

### Spanischer Bürgerkrieg
Im Spanischen Bürgerkrieg griff das faschistisch regierte Königreich Italien die Zweite Spanische Republik und die sie versorgenden Handelsschiffe mit U-Booten an. Italien nahm aktiv an der Seite Francos am Krieg teil. Da die beiden Staaten offiziell aber nicht miteinander im Krieg waren, bezeichneten die beiden Abkommen von Nyon in der Schweiz, unterzeichnet am 14. (U-Boote) und 17. September 1937 (Schiffe), mit denen die Republik Spanien eine Beendigung der Angriffe erreichen wollte, diese lediglich als „Piraterie“. Spanien vermied es, die Aggression Italiens offiziell als solche zu benennen.

### Vom Flottenabkommen mit Großbritannien bis zum Kriegsbeginn
Durch das deutsch-britische Flottenabkommen von 1935 war es der Kriegsmarine gestattet, 45 % der U-Boote der britischen Marine (max. 72 Boote) zu besitzen. Noch im selben Jahr wurden die ersten U-Boote der Kriegsmarine in Dienst gestellt und bereits im Folgejahr im Spanischen Bürgerkrieg eingesetzt. Im Rahmen dieses Einsatzes versenkte das deutsche U-Boot U 34 das republikanische U-Boot C-3.
Im Januar 1939 schrieb der FdU Dönitz ein Memorandum an die Seekriegsleitung, in dem er 300 U-Boote forderte, um „Entscheidendes gegen England“ leisten zu können. Damit betrat er verbotenes Terrain, denn England als Kriegsgegner war politisch nach der Appeasement-Politik Chamberlains durch die deutsche Führung nicht erwartet. Dementsprechend wurde alles ignoriert, was einen Krieg mit Großbritannien beschrieb.

## Zweiter Weltkrieg
Zu Beginn des Zweiten Weltkrieges verfügte die Kriegsmarine über 57 U-Boote (auch als „Graue Wölfe“ bezeichnet), allerdings waren davon nur 39 für den Einsatz im Atlantik geeignet. Nach der Drittelregel (ein Drittel im Kampf, ein Drittel auf dem An-/Abmarsch, ein Drittel in der Überholung und Ausrüstung) waren demnach nur etwa 20 Boote um Großbritannien herum im Einsatz.
Der Führer der U-Boote, Dönitz, versprach sich von der Rudeltaktik zusammen mit Funkmethoden, die im Ersten Weltkrieg nicht zur Verfügung standen, eine neue Art und Form des U-Boot-Krieges, der vorwiegend gegen Geleitzüge zu führen war. Die Grundkonzeption sah vor, auf Schiffsansammlungen mit zahlreicher, konzentrierter Sicherung (Geleitzüge) ein ebenso massiertes Rudel von U-Booten einzusetzen. So sollte ein in Front stehendes U-Boot, wenn es auf einen Geleitzug traf, nicht gleich angreifen, sondern so lange warten, bis von der zentralen Führung (Dönitz) in der Nähe stehende Boote herangeführt worden waren, was von dem Fühlung haltenden Boot mit der Sendung von Peilzeichen erleichtert wurde. Wenn sich dann ein stattliches Rudel gebildet hatte, wurde von der zentralen Führung der Angriff auf den Geleitzug freigegeben. Hierfür forderte er das „Atlantikboot“ mit großen Reichweiten. Der Typ VII erfüllte diese Erwartungen und wurde zum „Arbeitspferd“ des deutschen U-Boot-Krieges.
Ein ähnliches Konzept verfolgten die USA. Ohne zentrale Führung operierten die amerikanischen Boote in kleinen Gruppen mit zumeist drei Booten, die „Wolfpacks“ genannt wurden.
An allen Kriegsschauplätzen der Welt erwiesen sich U-Boote als wirksame Waffe. Sowohl die Kriegsmarine wie auch später die US Navy setzten U-Boote vorrangig im Handelskrieg ein, um die Logistik des Gegners zum Erliegen zu bringen. Nach Kriegseintritt der USA änderte die deutsche U-Boot-Führung das Kriegsziel von der Blockade Großbritanniens weg hin zu einer Strategie, mehr Schiffsraum zu versenken als der Gegner produzieren konnte. Damit waren die Einsatzorte zweitrangig, und deutsche U-Boote kämpften in allen Weltmeeren, nur begrenzt durch technische und Versorgungsmöglichkeiten. Durch technische Fortschritte der Alliierten wie Radar, HF/DF-Funkpeilung, die Entzifferung der Enigma-Verschlüsselung, Bildung von Escortgroups (Geleitzug) sowie materieller Überlegenheit bei gleichzeitiger Überforderung der Ressourcen der Achsenmächte war der deutsche U-Boot-Krieg ab Mai 1943 aus historischer Sicht als verloren anzusehen. Durch Bekanntwerden alliierter Entwicklungen setzte bei den Achsenmächten ein Entwicklungsschub ein, der zwar zu spät kam, um den Krieg zu wenden, aber doch in allen Marinen, Luftwaffen und Heeren zu strategischen Änderungen führte.

### Der Kriegsbeginn und die Prisenordnung
Die kriegführenden Mächte Großbritannien, Frankreich und Deutschland begannen bei Kriegsbeginn dort, wo sie im Ersten Weltkrieg aufgehört hatten. Die deutschen U-Boote hatten Befehl, sich im Handelskrieg an die Prisenordnung zu halten, nach der nur Handelsschiffe kriegführender Nationen oder mit Ladung aus oder für kriegführende Nationen versenkt werden durften und auch nur dann, wenn für die Sicherheit der Besatzung des Handelsschiffes gesorgt war. Ausnahmen galten für bewaffnete Handelsschiffe und solche unter Geleit von Kriegsschiffen. Durch diesen Befehl sollte insbesondere vermieden werden, die Vereinigten Staaten in den Krieg zu ziehen, was im Ersten Weltkrieg durch den uneingeschränkten U-Boot-Krieg geschehen war. Trotzdem wurde als erstes Schiff die noch zu Friedenszeit ausgelaufene Athenia vermutlich im Irrtum versenkt. Aus Angst vor einer Reaktion der Vereinigten Staaten wurde das Bordbuch der versenkenden U 30 gefälscht, und die Nazi-Propaganda versuchte die Versenkung als Provokation Großbritanniens darzustellen. Die alliierten Mächte begannen, ihre Handelsschiffe zu bewaffnen und Konvois zu organisieren.
Am 14. September 1939 griff U 39 (Kptlt. Glattes) die Ark Royal an; der Torpedo detonierte vorzeitig, obwohl der Angriff aus nur 800 m Entfernung erfolgte (zu den technischen Problemen des Torpedos siehe Torpedokrise). U 39 wurde daraufhin von den britischen Sicherungszerstörern Faulknor, Firedrake und Foxhound versenkt – der erste deutsche U-Boot-Verlust im Zweiten Weltkrieg und zugleich der erste erfolgreiche Einsatz des britischen SONAR-Unterwasserortungsgerätes (ASDIC).
Beim Einsatz gegen Kriegsschiffe waren die U-Boote nicht durch Befehle eingeschränkt. Günther Prien drang mit U 47 im Oktober 1939 in die britische Flottenbasis von Scapa Flow ein und versenkte dort das Schlachtschiff Royal Oak. Der britische Flugzeugträger Courageous wurde durch U 29 im September 1939 versenkt. Diese Erfolge gegen britische Großkampfschiffe in der Frühzeit des Zweiten Weltkrieges überzeugten auch die Skeptiker in der Führung der Kriegsmarine vom militärischen Wert der U-Boote. In der Folge wurde der Z-Plan zugunsten eines U-Boot-Bauprogramms revidiert, allerdings mit Bauzeiten von einundzwanzig Monaten und einer Rate von zwanzig bis fünfundzwanzig Booten im Monat ab August 1941.

### April bis Juni 1940 – Kampf um Norwegen

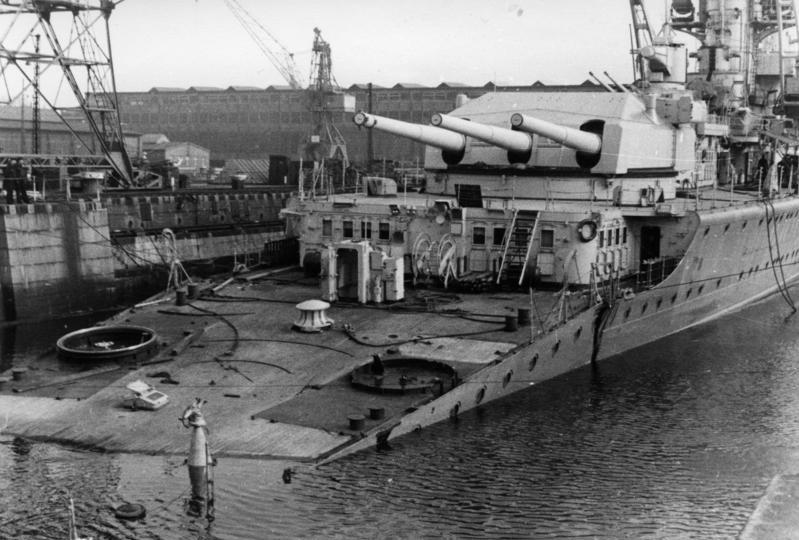
Schäden an der Lützow durch Torpedotreffer

Zu Beginn des Jahres 1940 zeichnete sich unter anderem durch den Altmark-Zwischenfall ab, dass die Neutralität Norwegens von Großbritannien nicht respektiert wurde. Vom OKM wurde deshalb Dönitz, dem Führer der Unterseeboote, befohlen, alle verfügbaren Boote, sogar die Schulboote der Ausbildungsflottillen, zum Flankenschutz der deutschen Flottenverbände des Unternehmens Weserübung zu beordern und auf die Anmarschwege der britischen Flotte zwischen Schottland und Norwegen anzusetzen. Gleichzeitig beorderte die Royal Navy ihre U-Boote vor die norwegische Küste, um die deutschen Einheiten zwischen ihren Basen und Norwegen abzufangen. Während das Unternehmen Weserübung im Ergebnis ein deutscher Erfolg war, da Norwegen erobert wurde und bis zum Kriegsende besetzt blieb, war das Ergebnis zur See vorteilhafter für die Alliierten. Neben dem Verlust des Schweren Kreuzers Blücher durch norwegische Küstenbatterien, des Leichten Kreuzers Königsberg durch britische Flugzeuge und zehn Zerstörern in Narvik durch die britische Flotte erlitt die Kriegsmarine auch Verluste durch alliierte U-Boote. Die Kreuzer Lützow und Karlsruhe wurden durch Torpedos der britischen U-Boote Spearfish und Truant schwer beschädigt, das Artillerieschulschiff Brummer durch die Sterlet versenkt. Außerdem wurden mehrere Nachschubfrachter vernichtet.
Im gleichen Zeitraum hatten die deutschen U-Boote bei zahlreichen Gelegenheiten optimale Schusspositionen gegen britische Schiffe, konnten jedoch kaum Erfolge erzielen. Allein U 48 kam bei drei Gelegenheiten in optimale Position für Torpedoangriffe gegen britische Kriegsschiffe, ohne mit den abgeschossenen Torpedos Schäden zu verursachen. Eine der vielfältigen Ursachen dieser Misserfolge war eine fehlerhafte Tiefensteuerung der Torpedos durch Schleichluft (Zunahme des Drucks in den Torpedos während der Tauchphasen), die dazu führte, dass die Magnetzünder der Torpedos nicht mehr sicher auslösten (Torpedokrise). Nach einer Umstellung auf Aufschlagzünder erwiesen sich auch die als unzuverlässig. Trotz Massierung gegnerischer Schiffe und guter Schusspositionen konnten in norwegischen Gewässern mit einer Ausnahme keine wirksamen Torpedotreffer erzielt werden.

### Die Schlacht im Atlantik

#### Erste Phase: Juni 1940 bis Dezember 1940

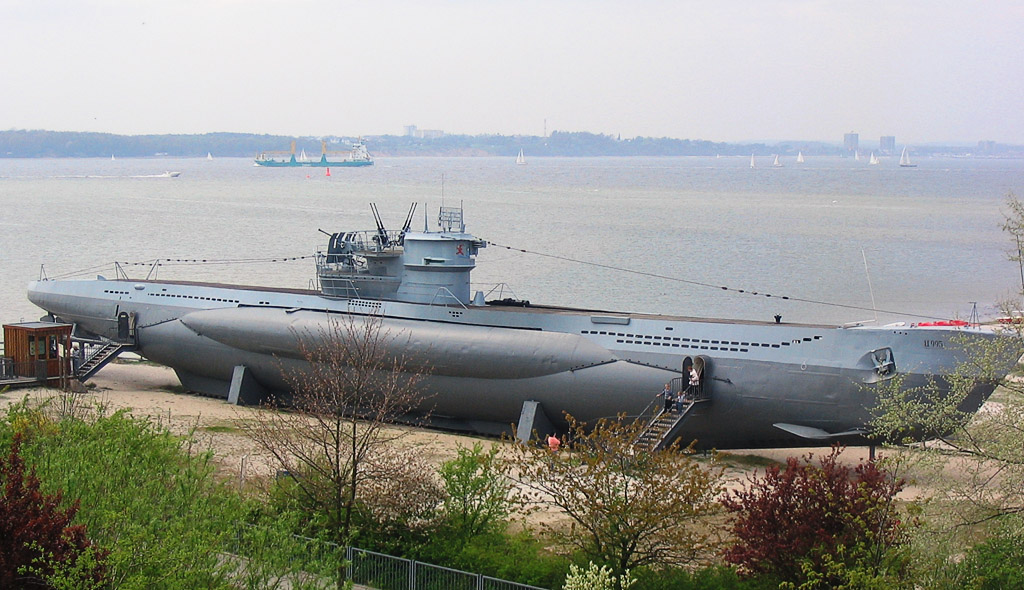
U 995 vom Typ VII C/41, der meistgebauten U-Boot-Klasse im Zweiten Weltkrieg

Nach dem erfolgreichen Westfeldzug begann man 1940, in Brest und an der Küste der Biskaya in Lorient, Saint-Nazaire und La Rochelle provisorische U-Boot-Stützpunkte zu errichten (U-Boot-Reparaturwerft Brest, U-Boot-Bunker in Lorient, in St-Nazaire und in La Rochelle). Mit Hilfe von Zwangsarbeitern wurden diese Anlagen ausgebaut, es sollten Bunker für jeweils mehrere U-Boote entstehen, die auch Luftangriffen trotzen konnten.
Die U-Boote konnten dank dieser neuen Häfen an der Biskaya wesentlich schneller die Operationsgebiete auf den westlichen Zufahrtswegen zur britischen Insel erreichen. Die alliierten Konvois waren nur schwach gesichert aus Mangel an Geleitschiffen, die aufgrund der gescheiterten britischen Norwegeninvasion in den Reparaturwerften lagen. Dieser Zeitraum wurde von der Kriegsmarine als „erste glückliche Zeit“ der U-Boote bezeichnet, in der bei relativ wenigen eigenen Verlusten zahlreiche alliierte Schiffe versenkt werden konnten. Am erfolgreichsten waren dabei die Kommandanten Otto Kretschmer (U 99), Günther Prien (U 47) und Joachim Schepke (U 100), die von der deutschen Propaganda als Helden gefeiert wurden.
Am 17. August 1940 beantwortete Deutschland die britische Blockade mit der Erklärung der Gegenblockade. Das Blockadegebiet deckte sich ziemlich genau mit der Zone, deren Befahren der US-Präsident Roosevelt den amerikanischen Schiffen seit dem 4. November 1939 verboten hatte. Die U-Boote erhielten damit das Recht, innerhalb dieses Gebietes warnungslos zu versenken mit Ausnahme von Lazarettschiffen und Neutralen, die bestimmte, vertraglich vereinbarte Routen wie den „Schwedenweg“ benutzen mussten.
In dieser Zeit wurden ungefähr 4,5 Millionen BRT alliierten Schiffraums versenkt.

#### Zweite Phase: Januar 1941 bis Dezember 1941

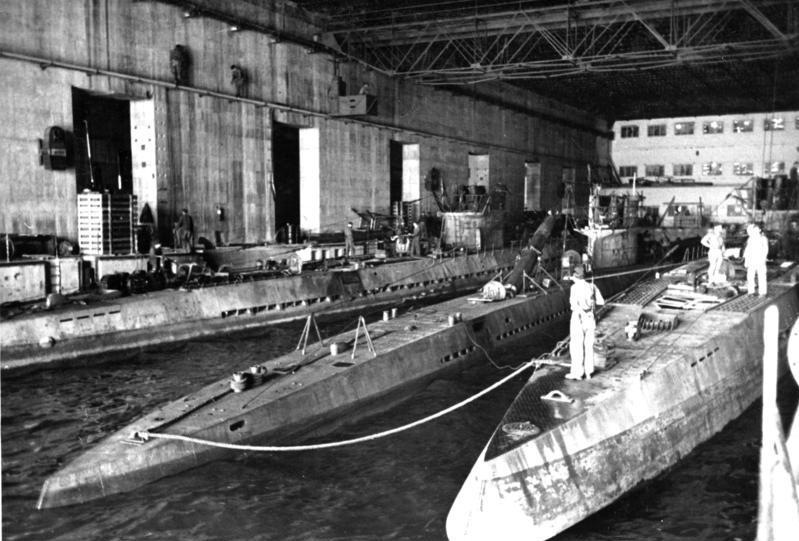
U-Boot-Bunker in Brest, 1942

Im Winter 1940/41 erschwerte schlechtes Wetter die Überwasserangriffe der U-Boote. Die Briten begannen, Radargeräte und Kurzwellenpeilung auf ihren Geleitschiffen einzusetzen, und die Anzahl der verfügbaren Eskorten war durch ein gesteigertes Bauprogramm stark gestiegen.
Im März 1941 verlor die Kriegsmarine bei nur einem Angriff drei „Asse“, nämlich Günther Prien und Joachim Schepke durch Tod und Otto Kretschmer durch Gefangennahme. Ab dem Sommer 1941 wurde verstärkt auf die Rudeltaktik gesetzt, wobei U-Boote als „Wolfsrudel“ Konvois orteten und koordiniert angriffen. Die oft zahlenmäßig unterlegenen Eskorten versuchten gewöhnlich, das erste geortete U-Boot vom Geleit abzudrängen, was den übrigen Rudelmitgliedern Gelegenheit zum Angriff auf die Handelsschiffe gab.
Gegen den Willen des Befehlshabers der U-Boote Karl Dönitz wurden U-Boote auch ins Mittelmeer entsandt, um den alliierten Nachschub nach Nordafrika (wo vom September 1940 bis Mai 1943 der Afrikafeldzug stattfand) zu unterbrechen.
Am 20. Juni 1941 meldete U 203 unter Kommandant Rolf Mützelburg die Sichtung des US-Schlachtschiffes Texas im Blockadegebiet. In dieser Situation erließ die deutsche Führung den Befehl an die U-Boote, Sicherungsfahrzeuge nicht mehr anzugreifen. Im Juli erteilte der US-Präsident Roosevelt der US Navy den Befehl, deutsche U-Boote anzugreifen, und wiederholte diesen Befehl im September 1941. Am 4. September 1941 wurde U 652 (Kommandant: Fraatz) 180 Seemeilen südwestlich von Reykjavík vom US-Zerstörer Greer mit Wasserbomben angegriffen und schoss in Abwehr zwei Torpedos. Die Abwehrmaßnahme wurde ausdrücklich durch die deutsche Führung gebilligt. Ähnliche Angriffe wiederholten sich zunehmend. Die USA gingen ohne erklärten Kriegszustand zu offenen Feindseligkeiten gegen deutsche U-Boote über.
In dieser Zeit versenkten die U-Boote etwa 3 Millionen BRT gegnerischen Schiffsraums.

#### Fortschritte in der U-Boot-Abwehr

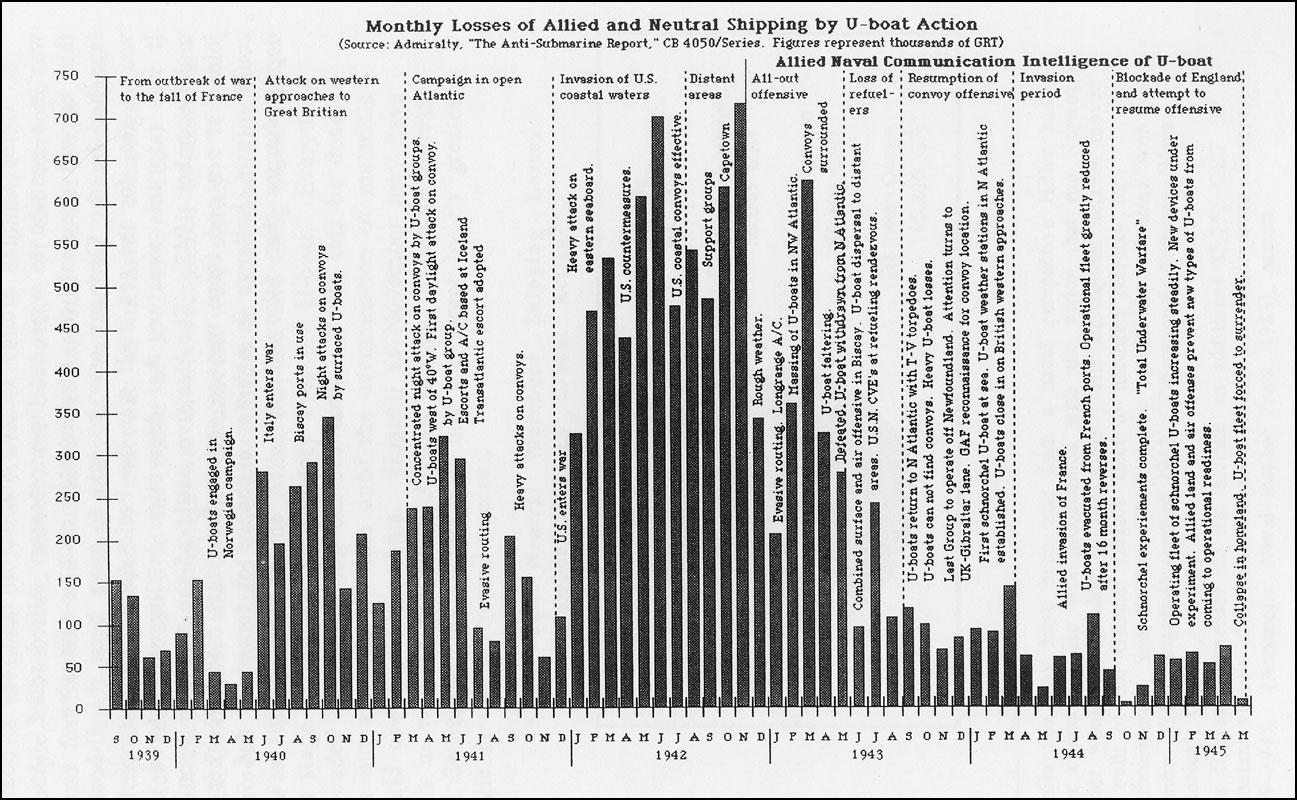
Alliierte Analyse von versenktem Schiffsraum und Wirkung von Gegenmaßnahmen

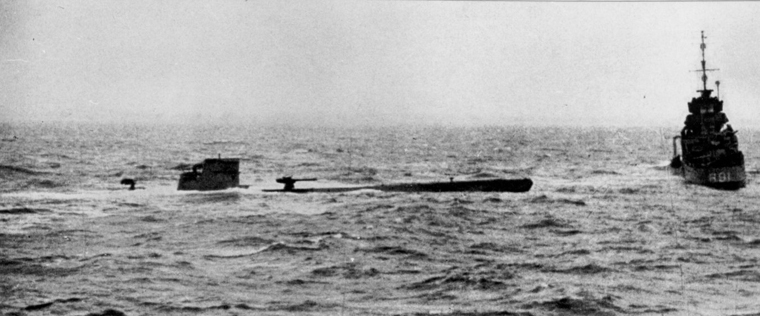
U 110 und HMS Bulldog (9. Mai 1941)

Die Entzifferung des deutschen Funkverkehrs durch britische Kryptoanalytiker des Bletchley Parks (Government Code and Cypher School, GC&CS) ab Mai 1941 führte eine Wende im Atlantikkrieg herbei.
Geleitzüge konnten um die Positionen deutscher U-Boote herumgeleitet werden sowie Hunter-Killer-Groups (Einsatzverbände von Zerstörern und Geleitflugzeugträgern) gezielt angesetzt werden.
Den größten Fortschritt für die Briten brachte dabei die Aufbringung von U 110 am 9. Mai 1941 durch den britischen Zerstörer Bulldog. Der britischen Admiralität fiel der gesamte „Schlüssel M“ einschließlich der beiden nur von der Kriegsmarine eingesetzten Walzen „VI“ und „VII“, das „Handbuch für Funk in heimischen Gewässern“, die entscheidend wichtigen „Doppelbuchstabentauschtafeln“, der Sonderschlüssel für Offiziere, Schlüsselunterlagen zum Reservehandverfahren (R.H.V.) und die Karte mit den Marinequadraten für den Nordatlantik und das Mittelmeer in die Hände. Von nun an konnten die Briten den gesamten Funkverkehr zwischen Dönitz und den U-Booten mitlesen. Allerdings war für die Entzifferung der Funksprüche anfänglich 40 Stunden notwendig.
Eine kürzere Unterbrechung der Entzifferung von knapp einem Monat trat ein, als das Oberkommando der Marine am 5. Oktober 1941 ein neues Schlüsselnetz namens „Triton“ nur für die Atlantik-U-Boote einführte. Eine längere und für die Briten besonders schmerzliche Unterbrechung (Black-out) von mehr als zehn Monaten gab es dann, als ab 1. Februar 1942 Enigma-M4 mit einer vierten Walze verwendet wurden. Erst ab dem 12. Dezember 1942 konnte Triton schließlich wieder entziffert werden, nachdem es am 30. Oktober 1942 der Petard gelungen war, U 559 zu entern und streng geheime Codebücher, wie Kurzsignalheft und Wetterkurzschlüssel, aus dem sinkenden U-Boot zu bergen.
Ab 1941 verfügten die Alliierten über „Huff-Duff“ genannte Kurzwellenpeilgeräte, die das Einpeilen funkender U-Boote ermöglichten.
Eine weitere Abwehrmaßnahme gegen U-Boote war der Einsatz von Geleitflugzeugträgern als Eskorten von Handelsschiffskonvois. Dabei wurden zunächst eher provisorische Maßnahmen in Form der CAM- (Schiffe mit Flugzeugkatapulten) und MAC-Schiffe (Handelsschiffe mit einem behelfsmäßigen Flugdeck über den Ladeflächen) ergriffen, ehe 1942 mit der amerikanischen Bogue-Klasse kleinere Flugzeugträger speziell für die U-Jagd in Serie gebaut wurden. Die von den Geleitflugzeugträgern aus operierenden Flugzeuge unterstützten Konvoikommodores bei der Aufklärung und Bekämpfung gesichteter U-Boote. Flugzeuge verfügten ab 1940 über Luft-Oberflächenradar, das im Laufe des Krieges fortlaufend verbessert wurde.

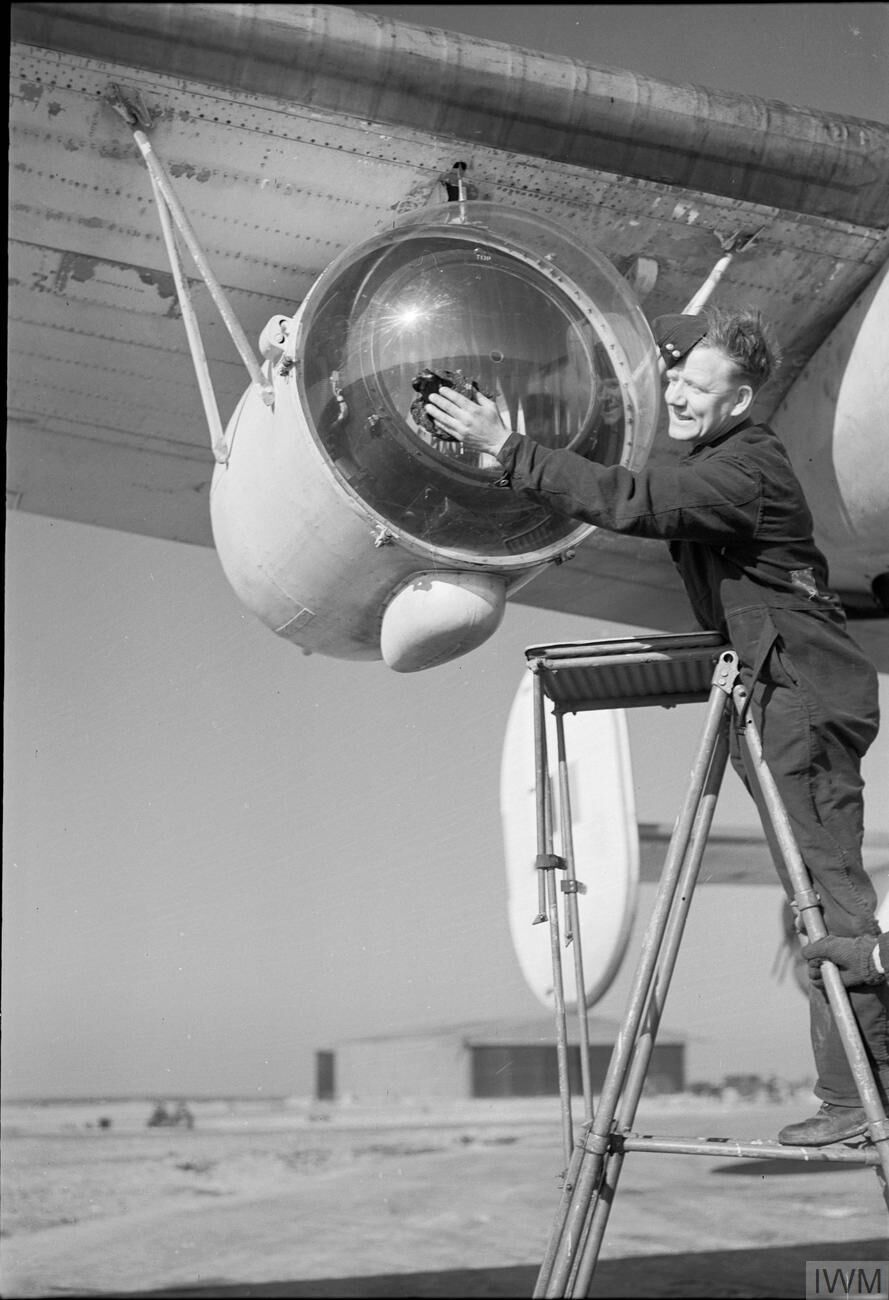
Leigh Light an einem britischen Liberator-Bomber

Ab Mitte 1942 verfügten alliierte Flugzeuge für Nachtangriffe über starke Scheinwerfer („Leigh light“), die wirksame Nachtangriffe auf U-Boote ermöglichten, welche bis dahin nachts vor Luftangriffen sicher gewesen waren. Ein mit Radar entdecktes und von einem Leigh Light angeleuchtetes U-Boot hatte gewöhnlich keine Zeit mehr, vor dem Angriff abzutauchen. Als weiteres Ortungsmittel verfügten alliierte Flugzeuge zur U-Boot-Bekämpfung ab Kriegsmitte über Magnet-Anomalie-Detektoren (MAD), die eine Ortung untergetauchter U-Boote ermöglichten, allerdings noch häufig fehlerhaft waren. Als Verbesserung wurden Sonarbojen entwickelt, die die Fehlerquote von MAD-Ortungen verringerten. MAD und Sonarbojen werden in verbesserter Form auch heute noch in der U-Boot-Bekämpfung verwendet. Auf die erhöhte Gefahr für die U-Boote aus der Luft wurde die Flak-Bewaffnung der Boote verstärkt sowie Radardetektoren wie etwa das Metox-Gerät nachgerüstet, deren Entwicklung allerdings nicht mit den Verbesserungen des alliierten Radars mithalten konnte. Als die westalliierten Bomber H2S-Zentimeterwellen-Radargeräte bekamen, entwickelten die Deutschen den Radardetektor Naxos.
Der von der deutschen Kriegsmarine entwickelte akustisch-zielsuchende Torpedo „Zaunkönig“ war unzuverlässig und konnte leicht mit dem Störsystem „Foxer“ abgelenkt werden, das die Alliierten daraufhin entwickelt hatten.

#### Dritte Phase: Januar 1942 bis Dezember 1942
Am 11. Dezember 1941, vier Tage nach dem japanischen Angriff auf Pearl Harbor, erklärte Hitler den USA den Krieg. Daraufhin änderte Admiral Dönitz sein Kriegsziel: Nicht mehr die Blockade Englands, sondern die Versenkung gegnerischen Schiffraums (Tonnagekrieg) und der Ort mit den größten Versenkungschancen bekamen Priorität. Langstrecken-U-Boote des Typs IX wurden zum Unternehmen Paukenschlag nach Amerika in Marsch gesetzt, wo sie in den ersten Januartagen 1942 eintrafen. Die zunächst schlecht organisierte US-Küstenverteidigung stand den Angriffen auf die Handelsschifffahrt hilflos gegenüber. In dieser Zeit wurden mehr Schiffe mit den U-Boot-Kanonen versenkt als je zuvor.
Von Februar 1942 bis Dezember 1942 war es für die Alliierten nicht mehr möglich, die U-Boot Kommunikation zu entziffern (Black-out).
Zusammen ergab sich daraus die „zweite glückliche Zeit“ für die U-Boot-Fahrer.
Als die US-Verteidigung im Frühjahr verstärkt wurde, weiteten die deutschen U-Boote ihr Einsatzgebiet in die Karibik und den Südatlantik aus.
Die kürzer reichenden Typ-VII-Boote operierten im Nordatlantik in Rudeln und konnten so den Druck auf die Konvois aufrechterhalten. Es kam im Laufe des Jahres zu mehreren großen Geleitzugschlachten.
Durch den Einsatz von Versorgungs-U-Booten (sogenannte Milchkühe), die Treibstoff und anderen Nachschub lieferten, waren bald auch die kleineren Typ-VII-Boote imstande, vor der amerikanischen Küste zu operieren.
Die Zahl der einsatzfähigen deutschen U-Boote betrug Ende 1942 etwa 210.
Insgesamt wurden 1942 über 8 Millionen BRT Schiffsraum versenkt, womit dieses Jahr das erfolgreichste im Tonnagekrieg der U-Boote war.

#### Vierte Phase: Januar bis Mai 1943

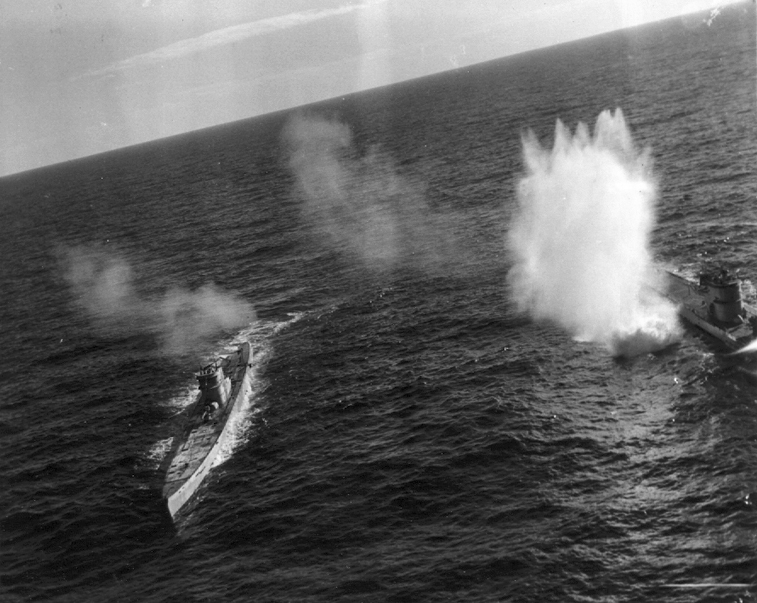
Luftangriff auf U 66 und U 117, August 1943

Das Jahr 1943 war der Wendepunkt im U-Boot-Krieg. Zu Beginn des Jahres errangen die deutschen U-Boote den letzten großen Erfolg, als Mitte März 1943 drei Wolfsrudel mit insgesamt 43 U-Booten südlich von Grönland 22 Schiffe mit 142.000 Tonnen aus den Konvois SC 122 und HX 229 versenkten und weitere 9 Schiffe mit 45.000 Tonnen torpedierten. Dabei profitierten sie auch davon, dass in dem Gebiet noch immer eine Lücke in der alliierten Luftüberwachung bestand.
Nachdem die Alliierten die Lücke südlich Grönlands in der Luftüberwachung des Atlantiks durch Stationierung von Langstreckenbombern auf Grönland und Island geschlossen hatten, war der gesamte Nordatlantik unter alliierter Lufthoheit. Hinzu kam die verstärkte Sicherung der Konvois. Der seit November 1942 amtierende britische Oberbefehlshaber der sogenannten Western Approaches, Admiral Max Horton, im Ersten Weltkrieg selbst ein erfolgreicher U-Boot-Kommandant, führte eine Reihe taktischer Änderungen in der Geleitzugsicherung ein, die die deutschen U-Boote immer mehr von Jägern zu Gejagten machten. Allein im Mai 1943 wurden 43 deutsche U-Boote versenkt. Dönitz stellte daraufhin den U-Boot-Krieg gegen Konvois vorübergehend ein und ließ die meisten U-Boote von den Rudeloperationen zurückrufen.

#### Fünfte Phase: Juni 1943 bis Mai 1945
Die portugiesische Regierung gestattete 1943 die Nutzung der Azoren durch die Alliierten gemäß der Englisch-Portugiesischen Allianz von 1373. Das verkleinerte die sogenannte Mittelatlantik-Lücke (mid atlantic gap), die für den Schutz von Geleitzügen und die Bekämpfung von U-Booten bedeutend war.
Trotz der Erkenntnis, dass der U-Boot-Krieg im Atlantik für die deutschen U-Boote kaum noch Erfolgsaussichten bot, wurden bis zum Kriegsende weitere Boote losgeschickt, um große Mengen an Schiffen, Flugzeugen und Soldaten der Alliierten an die U-Boot-Bekämpfung zu binden. Auf die verbesserten Jagdtechniken der Alliierten reagierte die Kriegsmarine mit eigenen technischen Verbesserungen:
Der Schnorchel, eine niederländische Vorkriegsentwicklung, welche die Kriegsmarine zunächst nicht überzeugt hatte, wurde auf zahlreichen Booten nachgerüstet oder noch vor Fertigstellung des Bootes eingebaut. Bei den Typen XXI und XXIII war er als einziehbarer Teleskopmast in den Turm integriert. Bei den älteren Typen war der Schnorchelmast an der Steuerbordseite des Turms und wurde auf das Deck niedergelegt, wenn er nicht in Betrieb war. Er ermöglichte es, bei Unterwasserfahrt das Boot durchzulüften und/oder mit den Dieselmotoren zu fahren. Die Batterien konnten dabei geladen werden bzw. man konnte auf Nutzung der geladenen Batterien verzichten und trotzdem Fahrt machen.

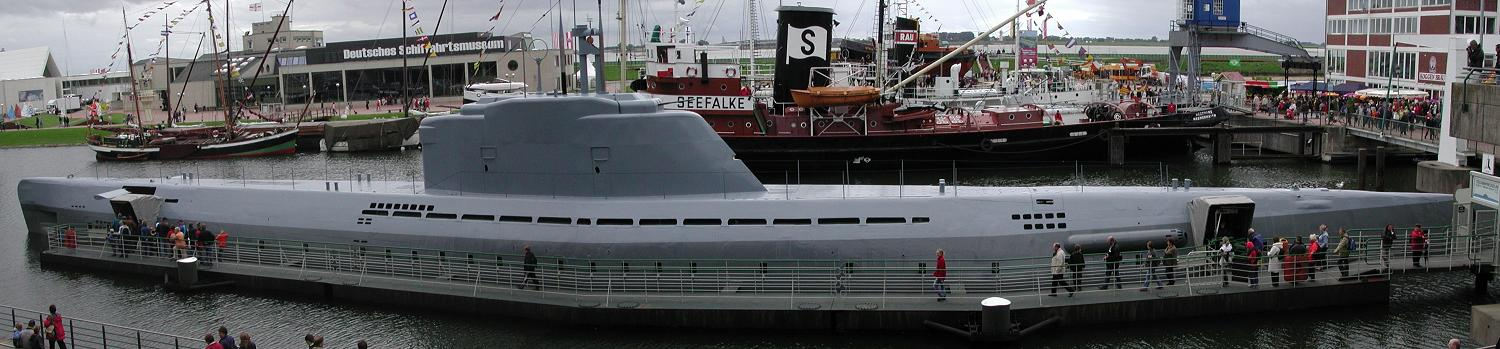
U 2540 vom Typ XXI

Weitere deutsche Neuerungen waren zielsuchende Torpedos (siehe Zaunkönig (Torpedo)), aus den Torpedorohren ausstoßbare Sonarstörkörper (Bold), sonarabsorbierende Rumpf- und Schnorchelbeschichtungen, aktive und passive Unter- und Überwasserortungsgeräte (damals Funkmessgerät genannt). Auch die Entwicklung neuer Bootstypen (z. B. Typ XXI und des Typs XXIII) wurden forciert. Typ XXI konnte dank Sektionsbauweise schneller gebaut werden.
Alternative Antriebskonzepte wurden erprobt (Typ XVII mit Walter-Turbine). Von diesen neuentwickelten Bootsklassen kamen jedoch nur noch wenige Typ-XXIII-Boote zu Erfolgen; die meisten neuen Boote waren bei Kriegsende noch in der Ausbildung.
Der Tonnagekrieg war jedoch aus dem Rückblick entschieden: 1943 gingen insgesamt 287 deutsche U-Boote verloren, fast doppelt so viele wie zusammengerechnet in den drei Jahren davor, während die versenkte Tonnage abnahm: 1943 wurden nur noch 3,5 Millionen BRT versenkt, weit weniger, als die Alliierten durch Bauprogramme für standardisierte Schiffe (Liberty-Frachter) neu in Dienst stellten. Diese Entwicklung setzte sich bis zum Kriegsende fort: 1944 und 1945 wurden nur noch 1,5 Millionen BRT versenkt. Dem gegenüber standen 241 verlorene U-Boote im Jahr 1944 und weitere 153 U-Boote von Januar bis Mai 1945.

### U-Boote anderer Nationen im Atlantik

#### Italienische U-Boote im Atlantik
Die italienische Marine verfügte im Juni 1940 mit über 100 U-Booten über eine der größten U-Boot-Flotten weltweit. Wegen einiger technischer Mängel wurden etliche Boote im Mittelmeer nur zu Aufklärungs- und Transportzwecken verwendet, andere auf die stark gesicherten Maltakonvois angesetzt. Für die großen italienischen Langstrecken-U-Boote plante man schon kurz nach dem italienischen Kriegseintritt einen erfolgversprechenderen Einsatz im Atlantik. Schon im Sommer 1940 operierten die ersten italienischen U-Boote im Atlantik, mussten dabei jedoch immer den riskanten Durchbruch durch die Straße von Gibraltar wagen. Kurz darauf wurden die italienischen Atlantikboote in einem neu eingerichteten italienischen U-Boot-Stützpunkt mit dem Codenamen BETASOM im besetzten Bordeaux stationiert. Bis 1941 operierten bis zu 32 italienische Boote im Nordatlantik, versenkten in dieser Zeit jedoch etwa 70 % weniger als ihre deutschen Pendants. Wegen Koordinationsschwierigkeiten wurde der Einsatzschwerpunkt der italienischen U-Boote in den Mittel- und Südatlantik verlegt, einige Boote operierten auch im Indischen Ozean. Von 1941 bis 1943 waren insgesamt 32 italienische U-Boote im Atlantik eingesetzt. Davon gingen 16 durch Versenkung und 6 durch Kapitulation verloren. Insgesamt versenkten sie 106 Schiffe mit 564.472 BRT, davon allein die Da Vinci 17 Schiffe mit 120.243 BRT.

#### Unterseeboote im Dienst der Alliierten
Im Gegensatz zu den deutschen U-Booten, die für den Einsatz im Handelskrieg auf hoher See entwickelt worden waren, hatten die meisten U-Boote der Alliierten nur eine geringe Reichweite. Eingesetzt wurden sie hauptsächlich zur Überwachung der Häfen und Marinebasen unter deutscher Kontrolle. Neben den britischen U-Booten wurde diese Aufgabe auch von französischen wie beispielsweise der Doris, niederländischen wie der O 21 und sogar polnischen Booten wie etwa ORP Wilk übernommen, die sich nach den Besetzungen ihrer Heimatländer in englische Basen zurückgezogen hatten. Im späteren Kriegsverlauf wurden auch britische U-Boote an verbündete Marinen abgegeben, sodass auch norwegische U-Boot-Besatzungen in den Krieg eingriffen.
Die militärisch bedeutendste Aktion alliierter U-Boote im Atlantik waren die Maßnahmen im Rahmen der Besetzung Norwegens. Alliierte U-Boote fügten den Überwassereinheiten der Kriegsmarine schwere Verluste zu und versenkten unter anderem den leichten Kreuzer Karlsruhe, das Artillerieschulschiff Brummer sowie eine Reihe von Handelsschiffen und beschädigten das Panzerschiff Deutschland.
Weiterhin wurden alliierte U-Boote auch als Geleitsicherung und zum Legen von Seeminen eingesetzt. Das erfolgreichste alliierte U-Boot des Zweiten Weltkrieges war das französische Minenlege-U-Boot Rubis, das hauptsächlich vor der norwegischen Küste im Einsatz war.
Nach der französischen Kapitulation kämpften die U-Boote Großbritanniens und Frankreichs allerdings auch zeitweilig gegeneinander. Vor allem mit den der deutschlandfreundlichen Vichy-Regierung verbliebenen Booten kam es immer wieder zu Gefechten, während sich andere Marineeinheiten unter der Flagge des Freien Frankreichs vereinten oder sich der Royal Navy anschlossen. Symptomatisch für das Verhältnis zwischen dem Vichy-Regime und Großbritannien ist das als ‚Affäre von Dakar‘ bekannte Seegefecht von 20. bis 25. September 1940.
In diesem als Operation Menace bezeichneten Unternehmen beschossen britische Schiffe den Hafen von Dakar. Hintergrund dieser Operation war, dass sich die französischen Streitkräfte in Westafrika auf die Seite der Vichy-Regierung gestellt hatten. Die in Dakar liegenden Kriegsschiffe stellten damit für die alliierten Verbindungslinien im Atlantik eine Bedrohung dar, sodass sich die Alliierten zu einem Präventivschlag entschieden. Im Verlauf der Gefechte torpedierte das U-Boot Bévéziers das Schlachtschiff Resolution. Das französische U-Boot Ajax wurde durch den Zerstörer Fortune versenkt.

### Die U-Boote im Mittelmeer
Gegen die Meinung von Dönitz setzte die Marineführung durch, dass im Herbst 1941 auf Hitlers Wunsch U-Boote aus dem Tonnagekrieg im Atlantik ins Mittelmeer verlegt wurden. Hintergrund war der Afrikafeldzug, an dem seit Anfang 1941 auch deutsche Truppen beteiligt waren, deren Versorgung über das Mittelmeer in Gefahr war. Obwohl Italien bei Kriegseintritt erheblich mehr U-Boote als Deutschland besaß, war die Regia Marina (= Königliche Marine) nicht in der Lage, die Seeherrschaft im Mittelmeer zu erringen.
Im Mittelmeer gab es weniger Ziele für die deutschen U-Boote, abgesehen von den britischen Konvois zur Versorgung Maltas; marinestrategisch war die Verlegung der U-Boote daher wenig sinnvoll. Es gelangen zwar propagandistisch wertvolle Versenkungen einiger Kriegsschiffe, darunter die Flugzeugträger Ark Royal und Eagle sowie des Schlachtschiffes Barham, aber die Zahl der U-Boote, die bei Operationen im Mittelmeer oder beim Versuch, die Meerenge von Gibraltar zu durchbrechen, versenkt wurden, stand in keinem Verhältnis zur Versenkung von Handelsschiffsraum. Einerseits versenkten die deutschen U-Boote im Mittelmeer etwa 40 Kriegsschiffe und 140 zivile Schiffe. Andererseits gingen rund 65 deutsche U-Boote im Mittelmeer verloren. Davon fiel auf 24 U-Booten die gesamte Besatzung.
Im Gegensatz hierzu operierten britische U-Boote von ihren Basen in Malta, Gibraltar und Alexandria aus erfolgreich gegen die Schiffe der Achsenmächte, die Nachschub zum nordafrikanischen Kriegsschauplatz transportieren sollten. Ein Großteil der Nachschubgüter für die deutsch-italienische Afrika-Armee wurde dank der Informationen des britischen Ultra Secret versenkt. Dies wird als eine der Ursachen für den Sieg der Alliierten in Nordafrika angesehen.

### U-Boot-Krieg in der Ostsee
Die Ostsee war lediglich zu Beginn und Ende des Krieges Schauplatz des U-Boot-Kriegs, da der Zugang zur Ostsee für alliierte Seestreitkräfte nur durch Skagerrak und Kattegat möglich gewesen wäre, die nach der Besetzung Dänemarks und Norwegens unter deutscher Kontrolle waren. Der Seekrieg in der stark verminten Ostsee wurde daher nur zwischen Anrainerstaaten geführt.
Deutsche U-Boote waren 1939 am Überfall auf Polen beteiligt und wirkten dort an der Blockade der Häfen mit. Versenkungen erzielten sie keine. Von den fünf polnischen U-Booten entkamen drei in das neutrale Schweden, wo sie für den Rest des Krieges interniert wurden. Wilk gelang es, sich nach England abzusetzen, Orzel ließ sich zunächst in Reval internieren, brach dann jedoch aus Furcht, bei einer sowjetischen Besetzung des neutralen Estlands doch in Kriegsgefangenschaft zu geraten, aus und schlug sich ohne Seekarten ebenfalls nach England durch.
Da bis Ende 1941 die komplette Ostseeküste mit Ausnahme des eingeschlossenen Leningrad und des neutralen Schweden von den Achsenmächten Deutschland und Finnland besetzt war, kam es in der Ostsee zwischen 1941 und 1944 kaum zu größeren Kampfhandlungen. Die Hauptaktivitäten deutscher und finnischer U-Boote beschränkten sich auf Ausbildungsfahrten und das Legen von Minensperren im Finnischen Meerbusen beziehungsweise vor Leningrad und Kronstadt, da die Marineführung einen Ausbruchsversuch der Baltischen Flotte aus Leningrad befürchtete.
Erst als gegen Kriegsende wieder weitere baltische Häfen frei wurden und die Minensperren umgangen werden konnten, griffen sowjetische U-Boote in der Ostsee in das Kriegsgeschehen ein, wo sie die deutschen Schiffstransporte von und zum ostpreußischen Kessel bedrohten. Dabei verursachten sie drei der verheerendsten Schiffskatastrophen aller Zeiten: Am 30. Januar 1945 versenkte S-13 (kyrillisch С-13) die Wilhelm Gustloff, wobei mehr als 9000 Menschen ums Leben kamen. Am 10. Februar versenkte S-13 die Steuben, was 3600 Menschen das Leben kostete. Am 16. April wurde die Goya Opfer des sowjetischen U-Boots L-3 (kyrillisch Л-3). Diese Versenkung kostete über 6000 Menschenleben.

### U-Boote im Schwarzen Meer

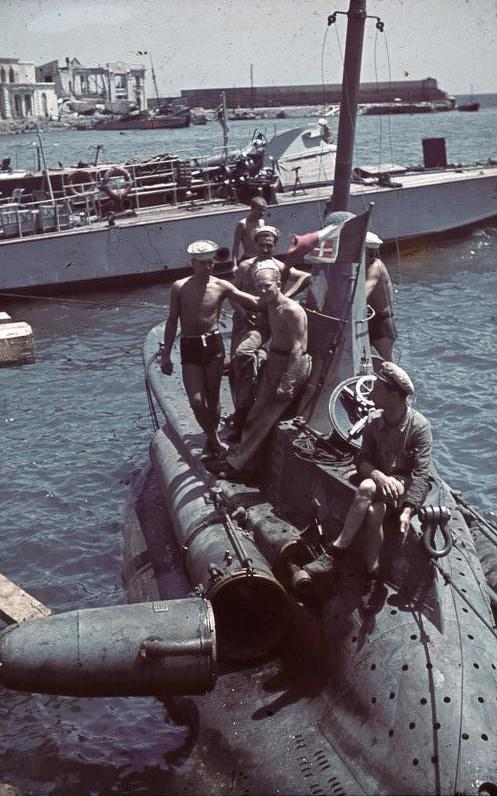
Italienisches Klein-U-Boot auf der Krim, 1942

Nach dem Kriegseintritt Rumäniens auf Seite der Achsenmächte wurden sechs deutsche U-Boote (U 9, U 18, U 19, U 20, U 23 und U 24) vom Typ II B als 30. U-Boot-Flottille nach Constanța am Schwarzen Meer verlegt, um den deutschen Angriff auf die Krim zu unterstützen. Den Weg von ihren bisherigen Einsatzorten als Schulboote in der Ostsee zum Schwarzen Meer legten die Boote zunächst auf der Elbe bis Dresden und anschließend auf dem Landweg, größtenteils auf der Reichsautobahn zur Donau bei Ingolstadt, zurück. Auf der Donau setzten sie ihren Weg dann bis zum Schwarzen Meer fort. Dazu wurden die U-Boote zum Teil zerlegt und auf die Seite gekippt, um auch niedrige Brücken passieren zu können. Für den Flusstransport wurden die liegenden Boote von Schwimmkörpern eingefasst geschleppt. Nach Erreichen der Donau wurde die Rekonstruktion in Wien begonnen. Im Schwarzen Meer erfolgte dann die Endausrüstung.
Im Schwarzen Meer griffen die Boote insbesondere die Nachschublinien der sowjetischen Armee über See an. Nach offiziellen Angaben wurden insgesamt 26 Schiffe mit 45.426 Bruttoregistertonnen versenkt. Der Einsatz deutscher U-Boote im Schwarzen Meer endete am 10. September 1944, als sich nach dem Verlust der Basis in Constanța die letzten drei Boote in der Nähe der türkischen Küste selbst versenkten. Zuvor waren bereits U 18 und U 24 im August 1944 wegen Abnutzung und Schäden selbst versenkt worden, U 9 war im selben Monat durch russische Fliegerbomben zerstört worden.
Neben den deutschen U-Booten operierten auch die drei U-Boote der rumänischen Flotte (Delfinul, Marsuinul und Rechinul) im Schwarzen Meer, jedoch mit geringerem Erfolg. Es wurden auch in Italien hergestellte Kleinst-U-Boote eingesetzt, sowohl unter italienischer als auch unter rumänischer Führung. Die italienischen Kleinkampfmittel operierten dabei meist zusammen mit Schnellbooten.
Die U-Boote der sowjetischen Schwarzmeerflotte operierten gegen den Schiffsverkehr der Achsenmächte. Das bekannteste Ereignis des U-Boot-Krieges im Schwarzen Meer war die Versenkung des unter panamaischer Flagge fahrenden bulgarischen Dampfers Struma am 24. Februar 1942 durch das russische U-Boot Schtsch-213 (Щ-213), bei dem 768 jüdische Flüchtlinge ums Leben kamen.

### Die Monsun-Boote
Die Monsun-Boote (Ostasienboote) waren deutsche Langstrecken-U-Boote, meist vom Typ IX D2, die ab 1943 von einer Basis in Penang im heutigen Malaysia vor allem im Indischen Ozean, aber auch im Pazifik operierten. Grund hierfür war der Wunsch der japanischen Verbündeten, die deutsche U-Boot-Technik studieren zu können. Außerdem hoffte Dönitz, durch Erfolge gegen die in diesen Gewässern noch ungesicherte Handelsschifffahrt weitere Kriegsschiffe der Alliierten zu binden. Ein letzter Faktor war, dass die U-Boote auf dem Transfer von und nach Fernost seltene Rohstoffe, Technologien und Passagiere transportieren konnten. Dieser Transfer überstieg jedoch die maximale Reichweite der U-Boote, sodass komplizierte Vorbereitungen getroffen werden mussten, um unterwegs die Boote von anderen U-Booten oder Tankern mit Vorräten versorgen zu können.

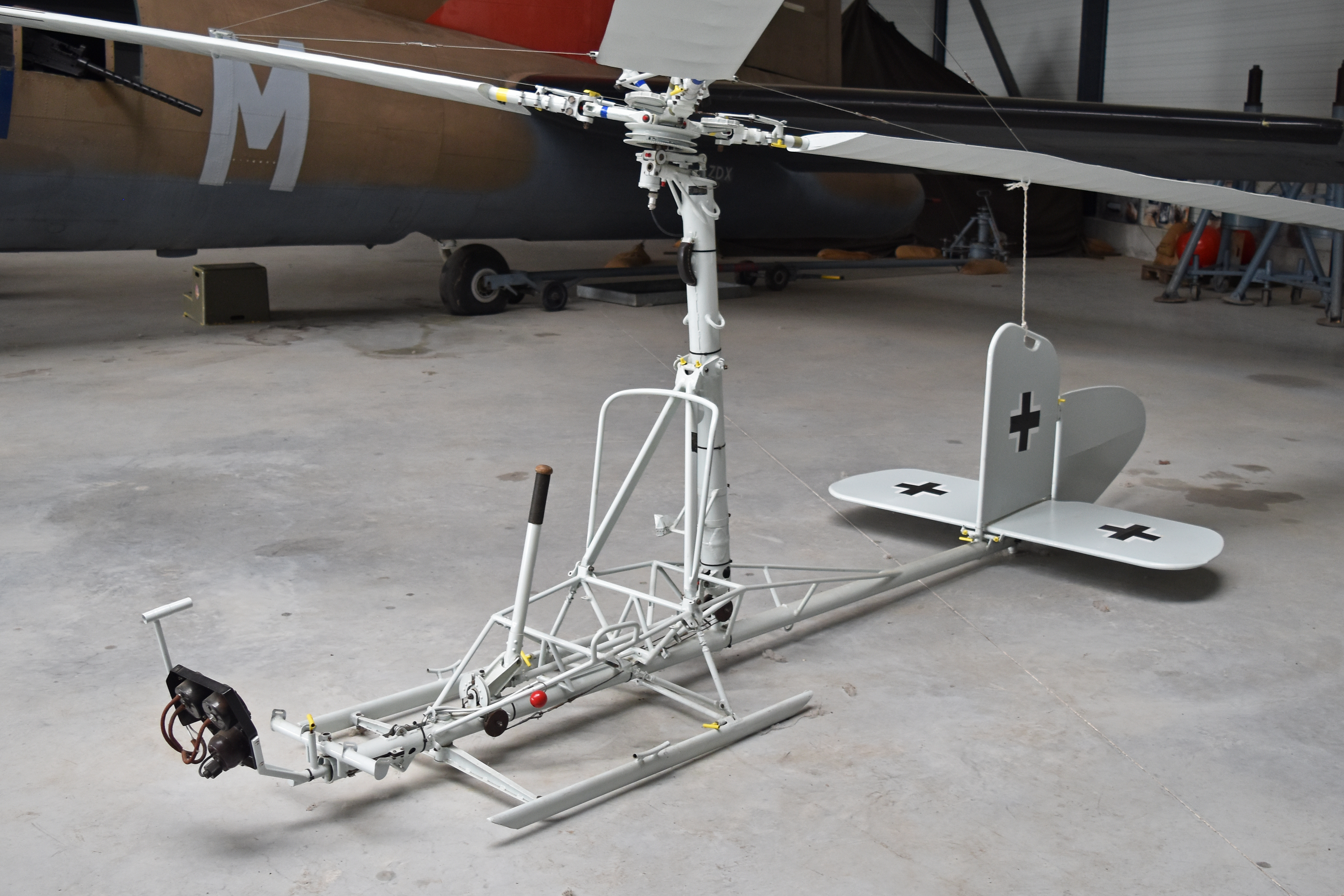
Schlepp-Tragschrauber vom Typ „Bachstelze“ für Aufklärungszwecke

Das erste Boot, das Penang erreichte, war U 511, genannt Marco Polo I, das an Japan übergeben wurde und als RO-500 in der Kaiserlich Japanischen Marine neu in Dienst gestellt wurde. Die Besatzung von U 511 bildete den Stab der Basis in Penang und diente als Ersatzpersonal für die späteren Monsunboote. Aus Gründen der Geheimhaltung trugen die deutschen Marineangehörigen in Penang keine Uniformen, sondern bekamen Zivilkleidung ausgehändigt. Zur Kenntlichmachung gegenüber den japanischen Behörden trugen sie allerdings schwarz-weiß-rote Kokarden am Kragen. Von den ursprünglich elf Monsun-Booten, die in der ersten Juli-Woche Europa verlassen hatten, erreichten fünf den Indischen Ozean im September 1943, direkt nach den jährlichen Monsunregenfällen. Die Verlegung wurde erheblich erschwert, weil die „Milchkühe“ genannten Versorgungs-U-Boote, die die Versorgung übernehmen sollten, von den Alliierten versenkt wurden oder in den Hafen zurückkehren mussten, sodass zwei der ursprünglich elf Boote der ersten Welle die Rolle der Versorgungsboote übernehmen mussten. Vier weitere Boote wurden bereits im Atlantik versenkt. Die fünf Boote, die schließlich den Indischen Ozean erreichten, versenkten dort mehrere alliierte Handelsschiffe.
Von der zweiten Welle, die vier Boote umfasste, gelangte lediglich U 510 nach Fernost. Die drei übrigen Boote wurden bereits im Südatlantik versenkt, da die Alliierten auf die gestiegene Bedrohung reagiert hatten. Auch dieses Boot erzielte Erfolge im Indischen Ozean. Aufgrund Torpedomangels wurde dann entschieden, drei der Boote der ersten Welle zurück nach Frankreich zu beordern. Von diesen erreichten zwei wieder die Basen in Frankreich. Das dritte Boot musste nach Penang zurückkehren, da es aufgrund der Versenkung eines Versorgungstankers Treibstoff an eines der anderen Boote abgeben musste.
Trotz der Verluste schien der Nutzen der Boote in Fernost zu überwiegen, sodass weitere Boote in dieses Gebiet geschickt wurden. Zu ihnen gehörten zwei der Torpedotransporter des Typs VII F, von denen einer Penang erreichte, Boote, die zu reinen Transportbooten umgebaut worden waren, wie auch weitere Boote für Kriegspatrouillen. Den Höhepunkt erreichte die Aktivität der deutschen U-Boote im Pazifik im Juli und August 1944. Die wenigsten der Boote erreichten allerdings wieder Basen in Frankreich. Von Penang aus wurden auch einige Feindfahrten unternommen, die wieder in Penang endeten. Die markanteste ist die Patrouille von U 862, das als einziges deutsches U-Boot in den Pazifik eindrang und vor der australischen Ostküste ein amerikanisches Handelsschiff versenkte.
Eines dieser späteren Monsun-Boote war auch U 852, dessen Kapitän, Kapitänleutnant Heinz-Wilhelm Eck, nach der Versenkung des griechischen Frachters Peleus die Rettungsflöße des Frachters mit Maschinengewehrfeuer und Handgranaten zu versenken versuchte, wobei mehrere Überlebende der Versenkung getötet wurden. Eck und zwei Mitoffiziere wurden für diese Tat nach dem Krieg als Kriegsverbrecher verurteilt und hingerichtet. Siehe auch: Peleus-Zwischenfall.
Ein weiterer Schwerpunkt des Einsatzes der Gruppe Monsun war der Transport von Gütern, wie wichtigen Rohstoffen, z. B. Zinn oder Wolfram, aber auch Chinin und Opium, als Grundstoffe für Medikamente. Hierfür wurden eigens im sogenannten „Aquila“-Programm italienische U-Boote zu Transport-U-Booten umgerüstet. Der Transport von Material zwischen Deutschland und Japan war so wichtig, dass noch im April 1945 U 234 mit einer Ladung aus Uranoxid, einem zerlegten Flugzeug (Me 262), deutschen Technikern und zwei japanischen Offizieren von einer Basis in Norwegen in Richtung Japan auslief. Das Boot ergab sich nach Kriegsende in einem amerikanischen Hafen. Zwei deutsche U-Boote mit insgesamt 272 t Gütern aus Penang erreichten in der ersten Jahreshälfte 1945 deutsche Häfen, vier weitere trafen nach Kriegsende ein.
Insgesamt operierten 41 Boote der Kriegsmarine ab 1943 in ostasiatischen Gewässern.

### Nach der Kapitulation
Am 4. Mai 1945 befahl Dönitz den auf See befindlichen Booten, die Kampfhandlungen einzustellen. Auf Grund des bereits zuvor bestehenden, allerdings von Dönitz noch am Abend des 4. Mai aufgehobenen Regenbogen-Befehls versenkten sich 216 (andere Quelle: 232) der 376 verbliebenen Boote selbst. Die Alliierten erbeuteten 154 Boote, von denen sie einige für Forschungszwecke oder als Ersatz für Verluste übernahmen. 115 wurden im Rahmen der Operation Deadlight im Atlantik versenkt. Die noch vorhandenen sogenannten Monsunboote wurden von japanischen Besatzungen übernommen.
Die Kommandanten zweier U-Boote, U 530 und U 977, entschieden, im neutralen Argentinien zu kapitulieren. Sie durchquerten größtenteils in Tauchfahrt den Atlantik und liefen am 10. Juli 1945 (U 530) und am 17. August 1945 (U 977) in den Río de la Plata ein.

### Verluste
Im U-Boot-Krieg der Kriegsmarine kamen insgesamt 863 von 1162 gebauten Booten zum Kampfeinsatz. 784 Boote gingen verloren. Über 30.000 der über 40.000 U-Boot-Fahrer starben. An Bord der von deutschen U-Booten versenkten 2882 Handelsschiffe und 175 Kriegsschiffe starben über 30.000 Menschen.
Lothar-Günther Buchheim, der selbst als Kriegsberichterstatter an Bord von U 96 an Feindfahrten teilgenommen hat, äußerte sich später rückblickend zu den Verlusten:

„Die U-Boote wurden ‚Eiserne Särge‘ genannt. Was man damals als ‚Blutzoll‘ bezeichnete, die Verlustquote also, war bei den U-Boot-Männern so hoch wie bei keiner anderen Waffe. Von den 40.000 U-Boot-Männern sind 30.000 im Atlantik geblieben. Viele von ihnen waren noch nicht einmal Männer – in Wirklichkeit waren es halbe Kinder: Der gesamte U-Boot-Orlog war ein riesiger Kinderkreuzzug. Wir hatten 16jährige an Bord, gegen Kriegsende gab es 19jährige Leitende Ingenieure und 20jährige Kommandanten, in einer Art Schnellbrütverfahren frontreif gemacht, um auf eine der fürchterlichsten Weisen vom Leben zum Tode befördert zu werden. Ich habe mich immer dagegen gewehrt, daß es in Todesnachrichten von U-Boot-Fahrern hieß, sie seien gefallen. Sie sind abgesoffen, ersäuft wie überzählige Katzen im Sack.“

### Die Schlacht im Pazifik
Im Pazifikkrieg verfügten sowohl Japan wie auch die USA über bedeutende U-Boot-Flotten, daneben waren dort einige britische und niederländische U-Boote im Einsatz.

#### Kaiserlich Japanische Marine

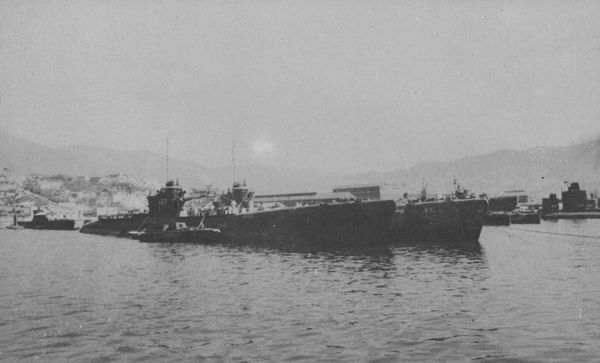
Japanisches U-Boot I-53 vom Typ Junsen-C3 und I-58 vom Typ Junsen-B3

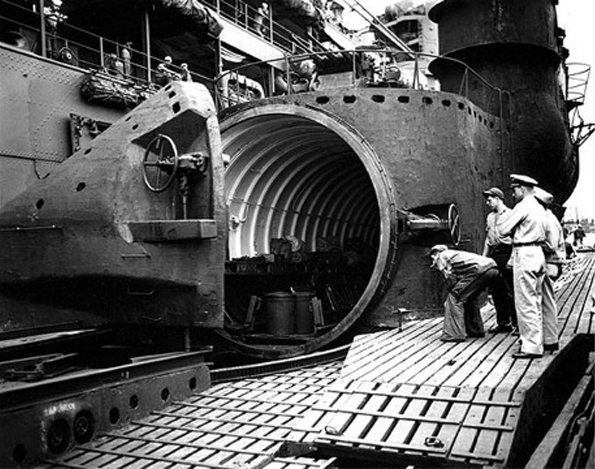
Flugzeughangar eines japanischen U-Kreuzers

Die japanischen U-Boote zeichneten sich dabei durch eine große Vielfalt an Typen aus, waren allerdings nicht besonders modern, da in der japanischen Marine mehr Wert auf Überwasserschiffe gelegt wurde. Neben Kleinst-U-Booten, die von anderen U-Booten in die Nähe eines Ziels getragen wurden, und U-Boot-Flugzeugträgern verfügte die japanische Marine über Flotten- wie auch Transport-U-Boote. Japanische U-Boote wurden getreu der japanischen Einsatzdoktrin hauptsächlich gegen Kriegsschiffe eingesetzt, da Japan aufgrund seiner knappen Ressourcen einen schnellen Sieg und eine Verhandlungslösung vor 1943 benötigte und ein Abnutzungskrieg gegen Handelsschiffe dies kaum erreicht hätte.
Die japanische Marine schnitt im Blockadekrieg von allen Kriegsteilnehmern am schlechtesten ab. Defensiv fand sie zu keiner Strategie zum Schutz ihrer Handelsflotte vor feindlichen U-Booten. Offensiv lernte sie nicht aus der Beobachtung der Atlantikschlacht und griff die alliierten Handelsschiffe im Pazifik kaum an. Diese konnten so als uneskortierte Einzelfahrer verkehren, und es wurden keine Kräfte zur Organisation und zum Schutz von Konvois gebunden.
Grundsätzlich markant ist die spezielle Benennung und Kategorisierung von U-Booten unterschiedlicher Größe. Große Flotten-U-Boote erhielten eine Bezeichnung, die mit I begann. Mittlere Typen wurden mit Ro gekennzeichnet. Schließlich gab es noch Kleinst-U-Boote für Spezialeinsätze, die eine Kennung mit Ha erhielten und teilweise von großen I-Booten transportiert werden konnten. Daneben sind die frühzeitigen Bemühungen der japanischen Marine bemerkenswert, spezielle U-Boote für den Transport von Wasserflugzeugen zu bauen. Zuletzt stand der japanischen Marine und damit auch den U-Booten mit dem Typ 95 ein fortschrittlicher Langstrecken-Torpedo zur Verfügung.
Zu den ersten U-Boot-Unternehmen des Krieges zählte ein Versuch, den Angriff auf Pearl Harbor mit Klein-U-Booten zu unterstützen. Alle Boote gingen jedoch verloren. In der Folgezeit unterstützten U-Boote die japanischen Invasionen auf zahlreichen Inseln im Pazifik und im malaiischen Archipel durch Angriffe auf zur Evakuierung eingesetzte Transportschiffe, das Legen von Minensperren und Aufklärungsfahrten, teils unter Einsatz von Wasserflugzeugen.
1942 leisteten die japanischen U-Boote einen großen Beitrag im Kampf um die Seeherrschaft im Pazifik. Sie beschädigten den Flugzeugträger Saratoga vor Hawaii und versenkten den beschädigten Flugzeugträger Yorktown in der Schlacht um Midway. Im Umfeld der Schlacht um Guadalcanal gelang den U-Booten die Versenkung des Flugzeugträgers Wasp, die Beschädigung des Schlachtschiffs North Carolina und erneut des mittlerweile reparierten Trägers Saratoga.
Das Einsatzgebiet umfasste den gesamten Indischen Ozean und den Pazifik von Australien bis zu den Aleuten, teilweise sogar die Westküste der USA.
Einzelne japanische U-Boote brachen im Rahmen von Yanagi-Missionen in den Atlantik durch und erreichten deutsche Basen in Westfrankreich.
Zu den bemerkenswerten, aber letztlich erfolglosen Spezialeinsätzen gehören Angriffe auf die Häfen von Sydney in Australien und Diego Suarez auf Madagaskar im Sommer 1942.
Wie auch auf deutscher Seite stieg ab 1943 die Zahl versenkter japanischer U-Boote stark an, da dort die gleichen neuen Technologien und Taktiken der U-Jagd zum Einsatz kamen wie im Atlantik. Bezeichnend für die Niederlage der japanischen U-Boot-Flotte ist der Erfolg einer amerikanischen U-Jagdgruppe um den Geleitzerstörer USS England, dem im Mai 1944 innerhalb von dreizehn Tagen sechs japanische U-Boote zum Opfer fielen. Anstelle steter Neuentwicklungen forcierte die Marine zunächst die Entwicklung der Kaiten genannten Kamikaze-Torpedos. Erst im letzten Kriegsjahr wurden neuartige U-Boot-Typen wie die Hochgeschwindigkeits-U-Boote der I-201-Klasse entwickelt, welche in der Konzeption der deutschen U-Boot-Klasse XXI ähnelte. Dieser Typ gelangte jedoch nicht mehr zum Einsatz. Bei Kriegsende hatte die Marine insgesamt 127 U-Boote verloren.
Bekannt wurde die Versenkung des Schweren Kreuzers Indianapolis am 30. Juli 1945 durch I-58. Die Indianapolis befand sich auf der Rückfahrt von Tinian, wohin sie den atomaren Sprengsatz für die zum späteren Abwurf über der japanischen Stadt Hiroshima bestimmte Atombombe „Little Boy“ gebracht hatte.

#### US Navy
Zum Zeitpunkt des Kriegseintritts der USA waren die im Pazifik stationierten U-Boote der US Navy zum einen der Asienflotte zugeteilt, die in Cavite stationiert war, zum anderen gehörten sie zur Pazifik-Flotte, die ihren Stützpunkt in Pearl Harbor hatte. Im Dezember 1941 standen insgesamt 114 U-Boote in Dienst und 79 weitere befanden sich im Bau. Von diesen waren die meisten im Pazifik stationiert. Da die US Navy keine Versorgungs-U-Boote beschafft hatte, waren ihre Boote größer und konnten länger auf See bleiben als die anderer Nationen. So konnten die weiten pazifischen Distanzen bewältigt werden. Allerdings waren die US-Torpedos notorisch schlecht. Zusammen mit den in Niederländisch-Indien stationierten Booten der niederländischen Marine verfügten die Alliierten somit im Pazifik über ebenso viele U-Boote wie die Kaiserlich Japanische Marine.

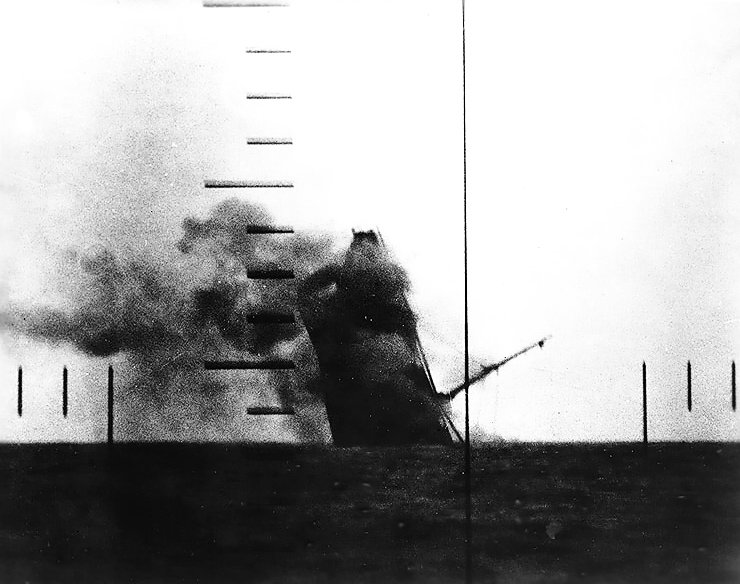
Japanischer Frachter Nittsu Maru, torpediert von USS Wahoo, 23. März 1943

Neben dem Kampf gegen die Schiffe der japanischen Kriegs- und Handelsmarine erfüllten die U-Boote der US Navy Transportaufgaben, etwa für Untergrundkämpfer oder Spezialeinheiten, Aufklärer oder wurden zur Rettung eigener Flugzeugbesatzungen aus Seenot eingesetzt. Sie operierten in „Wolfpack“ genannten Gruppen von zwei oder drei Booten, die im Unterschied zu den deutschen Wolfsrudeln während der gesamten Feindfahrt beisammen blieben. Die U-Boote der US Navy versenkten ein Schlachtschiff, drei Flugzeugträger (darunter die Shinano), vier leichte Flugzeugträger, zwei schwere Kreuzer, sieben leichte Kreuzer, dreißig Zerstörer und sieben U-Boote. Große Erfolge gab es auch gegen die japanische Handelsschifffahrt. Der Erfolg in der Bekämpfung der Handelsschifffahrt wurde auch durch die Ansicht der japanischen Marineführung begünstigt, dass für Kriegsschiffe der Kampf gegen andere Kriegsschiffe „ehrenhafter“ sei als der Schutz von Handelsschiffen. Deshalb war eine den Bemühungen der Alliierten vergleichbare organisierte Konvoi-Sicherung kaum vorhanden.
Die aufgrund der Verluste in der Handelsschifffahrt eingetretenen Engpässe des japanischen militärischen Nachschubs wie auch der Rohstoffversorgung des Mutterlandes trugen erheblich zum alliierten Sieg im Pazifik bei. 2 % des amerikanischen Marinepersonals waren letztlich für 55 % der vernichteten Gesamttonnage der japanischen Handelsschifffahrt verantwortlich. Die US Navy verlor 52 U-Boote, wobei über 3500 Besatzungsmitglieder ums Leben kamen – dies ist mit 22 % die höchste Verlustrate aller Waffengattungen der US-Streitkräfte im Zweiten Weltkrieg. Trotzdem ist der Krieg im Pazifik im Gegensatz zu den Niederlagen der deutschen Marine in beiden Weltkriegen das einzige Beispiel für einen erfolgreich geführten U-Boot-Krieg.

## Nach dem Zweiten Weltkrieg
In den Nürnberger Kriegsverbrecherprozessen wurde durch Anerkennung der deutschen Seekriegsführung der U-Boot-Krieg völkerrechtlich neu geregelt. Die Sowjetunion baute in der Folge eine sehr große U-Boot-Flotte auf, die die Seeverbindungen der NATO bedrohen konnte. Dagegen entwickelte die NATO ihre Strategien zur Bekämpfung von U-Booten (SOSUS, Jagd-U-Boote, Luftüberwachung).
Die Einsatzdoktrin beider Machtblöcke sah vor, den gegnerischen Raum durch Stationierung von Raketen-U-Booten zu bedrohen, diese wiederum durch Jagd-U-Boote auszuschalten und im Übrigen durch diese gegnerische Kriegsschiffe zu bekämpfen und zur Infiltration feindlicher Gewässer zwecks Spionage oder für die Ausschleusung von Kampfschwimmern einzusetzen. Kleinere, konventionell angetriebene U-Boote sollten vergleichbare Aufgaben bei der Verteidigung eigener Gewässer durch Abwehr von Invasionsstreitkräften erfüllen.

### Konflikt Indien – Pakistan
Die ersten Kampfhandlungen mit U-Booten nach dem Zweiten Weltkrieg standen strategisch und taktisch eher in der Tradition der Kampfhandlungen der beiden Weltkriege. Zum Kampfeinsatz von U-Booten kam es erst 1971 im Bangladesch-Krieg. Mit dem kurze Zeit währenden Eingriff Indiens in die Kampfhandlungen um Bangladesch im Dezember des Jahres begannen auch auf See die Rivalitäten zwischen Indien und seinem Nachbarstaat Pakistan. Im Verlauf der Kampfhandlungen versenkte das pakistanische U-Boot Hangor, ein Boot der französischen Daphné-Klasse, am 9. Dezember 1971 die indische Fregatte INS Khukri. Im Gegenzug war schon vorher unter ungeklärten Umständen die PNS Ghazi verloren gegangen, woraufhin die indische Marine die Versenkung des U-Bootes für sich beanspruchte, Pakistan jedoch von einem Unfall beim Minenlegen sprach.

### Falklandkrieg

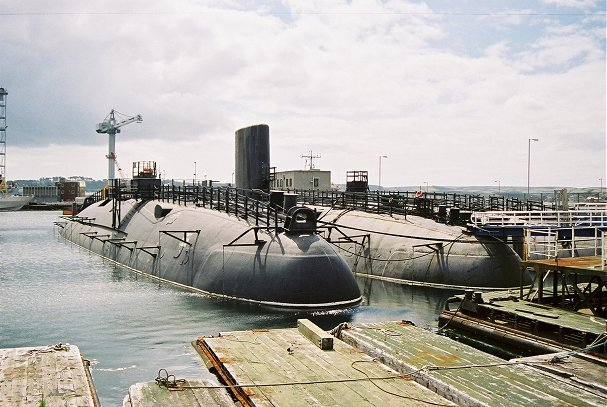
Warspite (links) neben Conqueror, mit Valiant im Hintergrund

Im Falklandkrieg zeigte sich jedoch der oben beschriebene Paradigmenwechsel: Das britische U-Boot Conqueror war die erste britische Einheit bei den Falklandinseln und gewann Informationen für die ersten Landungen durch Truppen des SAS und SBS. Später wurde es zur Sicherung der Flotte eingesetzt und versenkte dabei am 2. Mai 1982 den argentinischen Kreuzer General Belgrano. Auch Argentinien setzte im Falklandkrieg U-Boote ein, jedoch ohne Erfolg. Von den vier Booten der Flotte waren zwei, die Santiago del Estero (ex-Chivo) und die Salta, mit Maschinenschäden außer Gefecht. Das dritte Boot, die nun als Santa Fe bekannte ehemalige Catfish, wurde am 25. April von Hubschraubern aus mit Panzerabwehrwaffen beschossen und so schwer beschädigt, dass sie auf den Strand von Südgeorgien gesetzt werden musste. Die San Luis dagegen, ein Boot der in Deutschland gebauten Klasse 209, war den ganzen Krieg über im Einsatz, ohne von britischen Einheiten entdeckt zu werden. Jedoch fanden die von ihr geführten Angriffe gegen britische Fregatten und Zerstörer auf zu große Distanz statt, sodass alle verschossenen Torpedos vor Erreichen der Ziele ihren Batterievorrat verbraucht hatten.

## Verarbeitungen
Der U-Boot-Krieg, insbesondere der des Zweiten Weltkrieges, ist zentrales Motiv in zahlreichen Büchern, Filmen und in jüngerer Zeit Computerspielen geworden.

### Erster Weltkrieg
Bereits während des Ersten Weltkriegs verarbeitete Edgar von Spiegel von und zu Peckelsheim literarisch seine Erfahrungen aus dem U-Boot-Krieg. 1930 übersetzte er Lowell Thomas Sachbuch Raiders of the Deep als Ritter der Tiefe (Erstauflage Bertelsmann, Gütersloh) ins Deutsche, das zwischen 1930 und 1942 acht Auflagen erlebte.
In dem US-amerikanischen Spielfilm Q-Ships von 1928 wurde erstmals das System der U-Boot-Falle nachinszeniert. Zahlreiche Spielfilme und Dokumentationen benutzen bis in die Gegenwart das Ausgangsmaterial des 1917 gedrehten Dokumentarfilms Der magische Gürtel, der ab 1921 unter dem Titel Auf Feindfahrt mit U 35 erneut aufgeführt wurde. 1920 erschienen auch eine französische und englische Fassung.
An die Thematik der U-Boot-Falle in Q-Ships wurde in dem deutschen Spielfilm Morgenrot von 1933 angeknüpft. Er war bis zu diesem Zeitpunkt einer der am aufwendigsten produzierten U-Boot-Filme überhaupt.

### Zweiter Weltkrieg

#### Filme
Einer der ersten Spielfilme, die den U-Boot-Krieg im Zweiten Weltkrieg thematisierten, war die US-amerikanische Produktion Mystery Sea Raider von 1940. Bereits 1941 wurde der deutsche Propagandafilm U-Boote westwärts! von Günther Rittau produziert, in dem Karl Dönitz durch die Montage von Dokumentarfilmmaterial auftrat. Einer der populärsten U-Boot-Filme der 1950er Jahre war Duell im Atlantik (1957) mit Robert Mitchum als Zerstörerkapitän und Curd Jürgens als U-Boot-Kommandant. Im Unterschied dazu werden das Leben an Bord eines U-Boots sowie die Probleme seiner Instandhaltung gegen Ende des Zweiten Weltkriegs in der Militärklamotte Unternehmen Petticoat von 1959 sehr humorvoll gezeichnet, mit Cary Grant als Major und Tony Curtis als sein Beschaffungsoffizier. Die 1957 erfolgte filmische Verarbeitung von Otts Roman nach dessen Drehbuch unter dem Titel Haie und kleine Fische geht mit dem Thema Krieg um einiges realistischer um. Im Folgejahr erschien mit U 47 – Kapitänleutnant Prien eine sehr freie Interpretation der Haltung, der Handlungen und des Schicksals des titelgebenden Günther Prien, der zum inneren Widerständler umgedeutet wird. Im Gegensatz dazu gilt die Verfilmung von Buchheims Roman als sehr realistisch. Nach vierjähriger Dreharbeit unter Mitwirkung des Autors kam der Film unter dem Titel Das Boot im Jahr 1981 in die Kinos. Der Film gilt als Wendepunkt in der künstlerischen Aufbereitung des U-Boot-Krieges. Buchheim war allerdings mit der Arbeit des Regisseurs Wolfgang Petersen unzufrieden. Auf Buchheims eigenem Drehbuch basierte die gleichzeitig gedrehte sechsteilige Fernsehserie.

### Kalter Krieg
Moderne Atom-U-Boote des Kalten Krieges werden hingegen thematisiert durch u. a. die Thriller Jagd auf Roter Oktober von 1990, Crimson Tide – In tiefster Gefahr von 1995 oder K-19 – Showdown in der Tiefe von 2002.

### Computerspiele
Frühe Computerspielumsetzungen von U-Booten aus dem Zweiten Weltkrieg waren bereits 1985 Silent Service und Aces of the Deep. Bekannt sind auch die Spiele der Silent-Hunter-Reihe, von denen das jüngste im März 2010 erschienen ist. Der U-Boot-Simulator Das Boot legte besonderen Wert auf Realismus, es konnten unterschiedliche Torpedos sowie rudimentäre Radargeräte eingesetzt werden. Das Spiel Wolfpack bot die Möglichkeit, neben U-Booten auch Überwasserfahrzeuge zu steuern, und ermöglichte somit einen interessanten Einblick in die ASW-Kriegführung auch aus Sicht der Sicherungsfahrzeuge in der Ära des Zweiten Weltkrieges.